# França
França (em francês:  France; pronúncia em francês: [fʁɑ̃s] (escutarⓘ)), oficialmente República Francesa (em francês: République française; [ʁepyblik fʁɑ̃sɛz]), é um país, ou, mais especificamente, um Estado unitário localizado na Europa Ocidental, com várias ilhas e territórios ultramarinos noutros continentes. A França Metropolitana estende-se do Mediterrâneo ao Canal da Mancha e Mar do Norte, e do rio Reno ao Oceano Atlântico. É muitas vezes referida como L'Hexagone ("O Hexágono") por causa da forma geométrica do seu território e partilha fronteiras com a Bélgica e Luxemburgo a norte; Alemanha a nordeste; Suíça e Itália a leste; Espanha ao sul e com os microestados de Mônaco e Andorra. A nação é o maior país da União Europeia em área e o terceiro maior da Europa, atrás apenas da Rússia e da Ucrânia (incluindo seus territórios ultramarinos, como a Guiana Francesa, o país torna-se maior que o território ucraniano).
Por cerca de meio milênio, o país tem sido uma grande potência, com forte influência econômica, cultural, militar e política no âmbito europeu e global. Durante muito tempo a França exerceu um papel de liderança e hegemonia na Europa (principalmente a partir da segunda metade do século XVII e parte do XVIII). Ao longo daqueles dois séculos, a nação iniciou a colonização de várias áreas do planeta e, durante o século XIX e início do século XX, chegou a constituir o segundo maior império da história, o que incluía grande parte da América do Norte, África Central e Ocidental, Sudeste Asiático e muitas ilhas do Pacífico. É conhecida como a terra natal da primeira grande enciclopédia do mundo, a chamada Encyclopédie, formada por 35 volumes e publicada entre 1751 e 1766, em pleno iluminismo do século XVIII.
O país tem seus principais ideais expressos na Declaração dos Direitos do Homem e do Cidadão. A República Francesa é definida como indivisível, laica, democrática e social pela sua constituição. A França é um dos países mais desenvolvidos do mundo, possui a sétima maior economia do mundo por produto interno bruto (PIB) nominal, a nona maior por paridade do poder de compra e a segunda maior de toda a Europa. O país goza de um alto padrão de vida, bem como um elevado nível de escolaridade pública, além de ter uma das mais altas expectativas de vida do mundo. A França foi classificada como o melhor provedor de saúde pública do mundo pela Organização Mundial de Saúde (OMS). É o país mais visitado no mundo, recebendo 82 milhões de turistas estrangeiros por ano.
O país tem o terceiro maior orçamento militar do mundo, a terceira maior força militar da Organização do Tratado do Atlântico Norte (OTAN) e o maior exército da União Europeia (UE), além de ser um dos cinco membros permanentes do Conselho de Segurança das Nações Unidas e possuir o terceiro maior número de armas nucleares do mundo. O país é um dos membros fundadores da UE e possui a maior área e a segunda maior economia do bloco. É também membro fundador da Organização das Nações Unidas, além de ser membro da Francofonia, do G8, do G20, da Organização para a Cooperação e Desenvolvimento Econômico (OCDE), da Organização Mundial do Comércio (OMC) e da União Latina.

## Etimologia
Originalmente aplicado a todo o Império Franco, o nome "França" vem do latim Francia, ou "terra dos francos". Existem várias teorias quanto à origem do nome francos. Seguindo os precedentes de Edward Gibbon e Jacob Grimm, o nome dos francos foi associado à palavra frank (livre) em inglês. Sugeriu-se que o significado de "livre" fosse adotado porque, após a conquista da Gália, apenas os francos estavam livres da tributação romana. Outra teoria é que ela é derivada da palavra protogermânica frankon, que se traduz como "dardo" ou "lança", visto que o machado usado pelos francos era conhecido como francisca. No entanto, determinou-se que essas armas foram nomeadas devido à sua utilização pelos francos, ao invés do contrário.

## História

### Pré-história

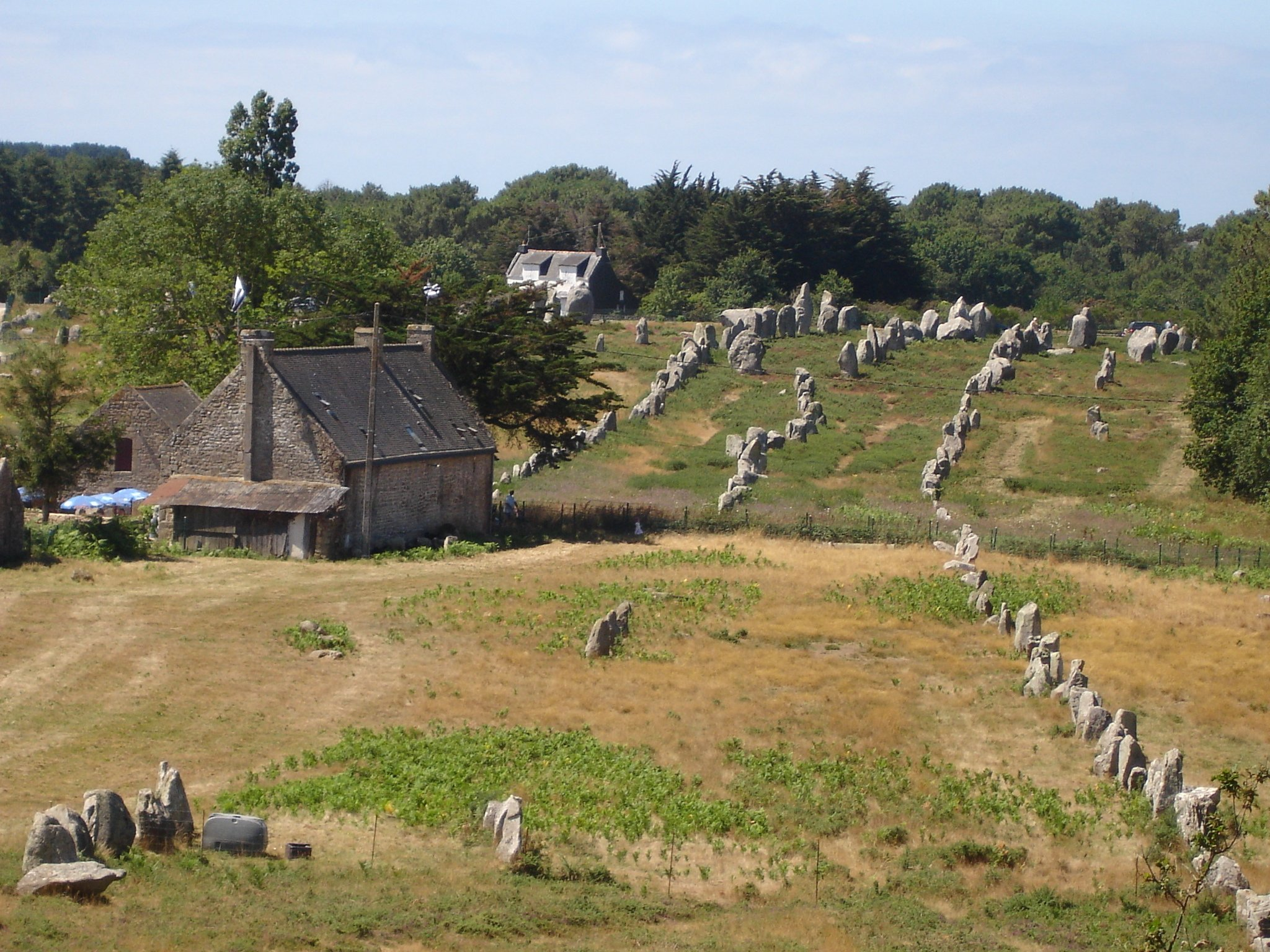
Rochas de Carnac

Os vestígios mais antigos de hominídeos no território que é agora a França datam de aproximadamente 1,8 milhão de anos atrás. Tendo sido confrontados por um clima severo e variável, marcado por várias eras glaciais, esses primeiros hominídeos levavam uma vida nômade de caçadores-coletores. A França tem um grande número de cavernas decoradas da era paleolítica, incluindo uma das mais famosas e melhor preservadas: Lascaux (aproximadamente 18 000 a.C.).
No final do último período glacial (10 000 a.C.), o clima tornou-se mais suave. Por volta de 7 000 a.C., esta parte da Europa Ocidental entrou na era neolítica e seus habitantes se tornaram sedentários, após um forte desenvolvimento demográfico e agrícola entre o quarto e o terceiro milênios. A metalurgia apareceu no final do terceiro milênio, inicialmente com trabalhos em ouro, cobre e bronze e, mais tarde, ferro. A França possui inúmeros sítios megalíticos do período neolítico, incluindo o local excepcionalmente denso das Rochas de Carnac (aproximadamente 3 300 a.C.).

### Antiguidade
Em 600 a.C., os gregos jônicos, originários de Foceia, fundaram a colônia de Massália (atual Marselha), nas margens do Mar Mediterrâneo, o que a torna a cidade mais antiga da França. Ao mesmo tempo, algumas tribos celtas gaulesas penetraram em partes do território da atual da França e esta ocupação se espalhou para o resto da França entre os séculos IV e III a.C.
Por volta de 125 a.C., o sul da Gália foi conquistado pela República Romana, que chamou esta região Provincia Nostra ("Nossa Província"), que ao longo do tempo evoluiu para o nome Provence em francês. Júlio César conquistou o restante da Gália e superou uma revolta realizada pelo chefe gaulês Vercingetórix em 52 a.C. A Gália foi dividida por Augusto em várias províncias romanas.
Muitas cidades foram fundadas durante o período galo-romano, incluindo Lugduno (atual Lião), que é considerada a capital dos gauleses. Estas cidades foram construídas em estilo romano tradicional, com um fórum, um teatro, um circo, um anfiteatro e banhos termais.
Os gauleses se misturaram com colonos romanos e eventualmente adotaram a cultura e o idioma romano (o latim, do qual a língua francesa evoluiu). O politeísmo romano se fundiu com o paganismo gálico no mesmo processo de sincretismo.
Desde os anos 250 até os anos 280, a Gália romana sofreu uma grave crise, com as fronteiras fortificadas atacadas em várias ocasiões por bárbaros. No entanto, a situação melhorou na primeira metade do século IV, que foi um período de reavivamento e prosperidade para a Gália romana.
Em 312, o imperador Constantino converteu-se ao cristianismo. Posteriormente, os cristãos, que haviam sido perseguidos até então, aumentaram rapidamente em todo o Império Romano. Mas, desde o início do século V, as invasões bárbaras recomeçaram  e as tribos germânicas, como os vândalos, suevos e alanos, cruzaram o rio Reno e se estabeleceram na Gália, na Hispânia e em outras partes do Império Romano em colapso.

### Idade Média

Expansão dos francos entre 481 e 843/870

No final do período da Antiguidade, a antiga Gália estava dividida em vários reinos germânicos e um território galo-romano restante, conhecido como o Reino de Soissons. Simultaneamente, os celtas britanos, ao fugirem da invasão anglo-saxã da Grã-Bretanha, estabeleceram-se na parte ocidental de Armórica. Como resultado, a península armórica foi renomeada para Bretanha, a cultura celta foi revivida e vários reinos pequenos independentes surgiram nessa região. Os francos pagãos, de quem derivou o nome antigo de "Francie", estabeleceram-se originalmente na parte norte da Gália, mas sob a liderança de Clóvis conquistaram a maioria dos outros reinos no norte e no centro da região. Em 498, Clóvis se tornou o primeiro conquistador germânico após a queda do Império Romano a converter-se ao cristianismo católico, em vez do arianismo; assim, a França recebeu o título de "filha mais velha da Igreja" (em francês: la fille aînée de l'Église) pelo papado.
Os francos abraçaram a cultura galo-romana cristã e a Gália antiga foi finalmente renomeada para Frância ("Terra dos Francos"). Os francos germânicos adotaram as línguas românicas, exceto no norte da Gália, onde os assentamentos romanos eram menos densos e onde surgiram línguas germânicas. Clóvis fez de Paris a sua capital e estabeleceu a dinastia merovíngia, mas seu reino não sobreviveria à sua morte. Os francos tratavam a terra puramente como uma possessão privada e a dividiam entre seus herdeiros; então quatro reinos surgiram depois de Clóvis: Paris, Orléans, Soissons e Reims. Os últimos reis merovíngios perderam poder para seus mordomos do palácio. Um deles, Carlos Martel, derrotou uma invasão islâmica da Gália na Batalha de Tours (732) e obteve respeito e poder dentro dos reinos francos. Seu filho, Pepino, o Breve, usurpou a coroa da Frância dos merovíngios enfraquecidos e fundou a dinastia carolíngia. O filho de Pepino, Carlos Magno, reuniu os reinos francos e construiu um vasto império em toda a Europa ocidental e central.

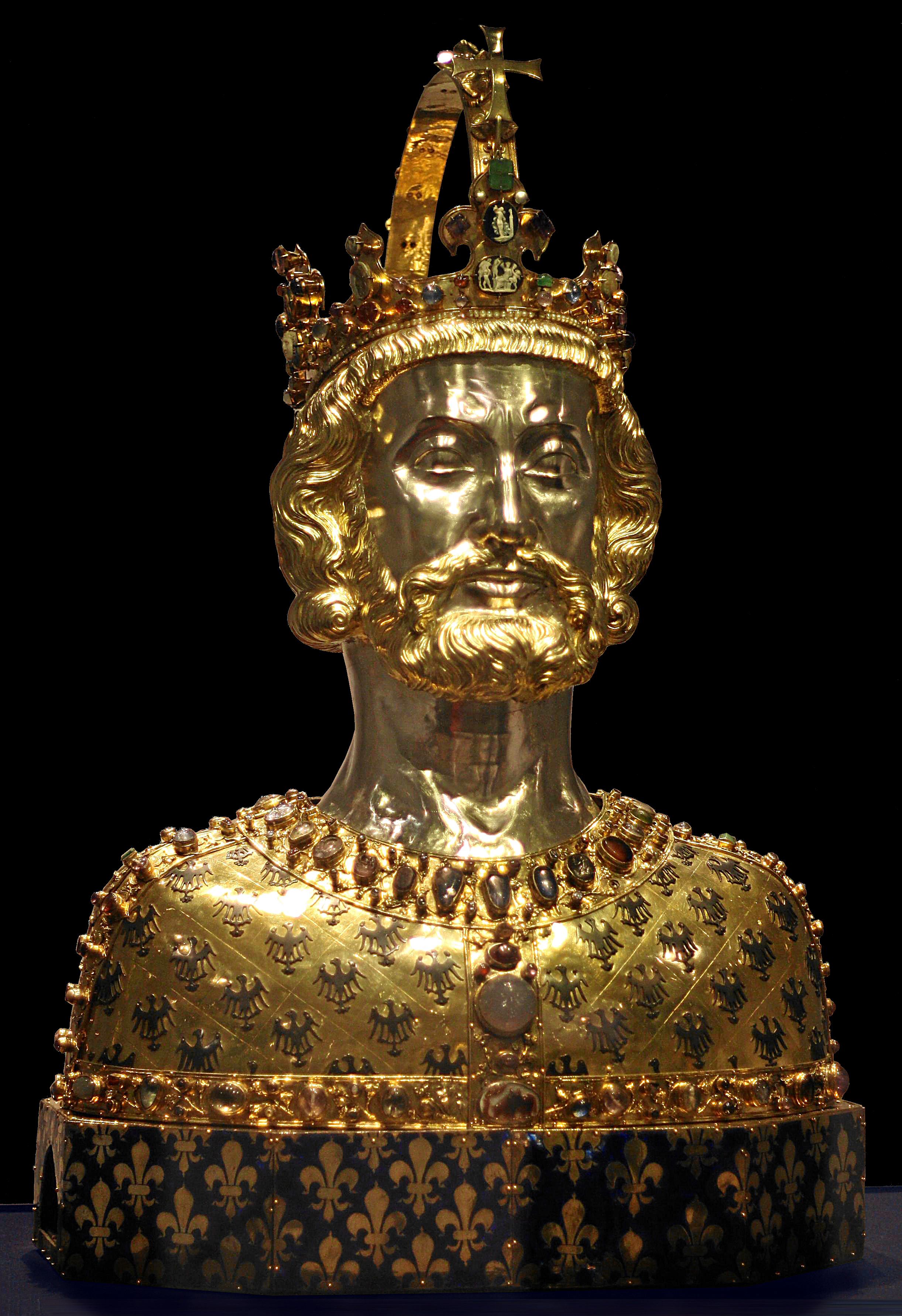
Busto de Carlos Magno, o primeiro Imperador dos Francos, exposto na Catedral de Aachen, Alemanha

Carlos Magno foi proclamado Imperador Romano-Germânico pelo Papa Leão III e, assim, restabeleceu a antiga associação histórica entre o governo francês e a Igreja Católica, Ele tentou reviver o Império Romano do Ocidente e sua grandeza cultural. O filho de Magno, Luís I (r. 814–840), manteve o império unido; no entanto, o império carolíngio não sobreviveria à sua morte. Em 843, sob o Tratado de Verdun, o império foi dividido entre os três filhos de Luís: a Frância Oriental ficou com Luís, o Germânico; a Frância Média ficou com Lotário I, enquanto a Frância Ocidental foi para o domínio de Carlos, o Calvo. A Frância Ocidental aproxima-se da área ocupada pela França moderna e é a sua precursora.
A dinastia carolíngia governou a França até 987, quando Hugo Capeto, Duque da França e Conde de Paris, foi coroado o Rei dos Francos. Os seus descendentes — os capetianos, a Casa de Valois e a Casa de Bourbon — unificaram progressivamente o país através das guerras e da herança dinástica no Reino da França, que foi totalmente declarado em 1190 por Filipe II. A nobreza francesa desempenhou um papel proeminente na maioria das Cruzadas, a fim de restaurar o acesso cristão à Terra Santa. Os cruzados franceses constituíam a maior parte do fluxo constante de reforços ao longo do período de 200 anos das Cruzadas, de tal forma que os árabes se referiam uniformemente aos cruzados como franj, sendo que pouco se importavam se realmente vinham da França. Os cruzados franceses também importaram a língua francesa para o Levante, que se tornou a língua franca dos Estados cruzados. Os cavaleiros franceses também eram maioria nas ordens do Hospitalários e dos Templários. Estes últimos, em particular, possuíam várias propriedades em toda a França e, no século XIII, eram os principais banqueiros da coroa francesa, até que Filipe IV aniquilasse a ordem em 1307. A Cruzada Albigense foi lançada em 1209 para eliminar os cátaros, considerados hereges, da região sudoeste da França moderna. No final, os cátaros foram exterminados e o autônomo Condado de Toulouse foi anexado às terras da coroa francesa.
Carlos IV morreu sem um herdeiro em 1328. De acordo com as regras da lei sálica, a coroa da França não podia passar para uma mulher nem a linhagem real poderia passar pela linhagem feminina. Consequentemente, a coroa passou para Filipe de Valois, um primo de Carlos, e não através da linha feminina para o sobrinho de Carlos, Eduardo, que logo se tornaria Eduardo III de Inglaterra. Durante o reinado de Filipe de Valois, a monarquia francesa atingiu o auge de seu poder medieval.

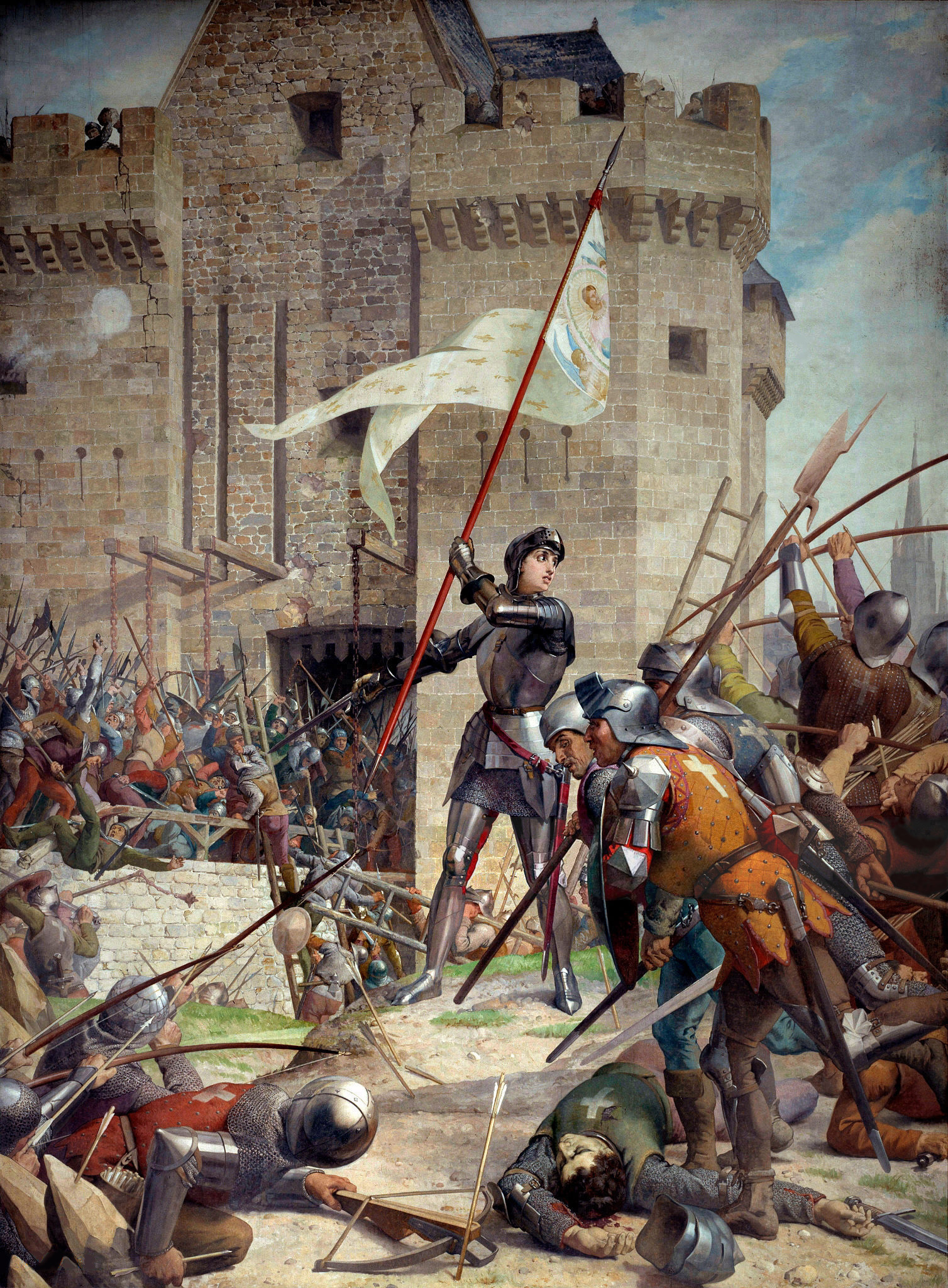
Joana D'Arc na Batalha de Orleães

O assento de Filipe no trono foi contestado por Eduardo III e, em 1337, na véspera da primeira onda da Peste Negra, Inglaterra e França entraram em guerra, conflito que posteriormente seria conhecido como Guerra dos Cem Anos. Os limites exatos mudaram muito ao longo tempo, mas as propriedades francesas dos reis ingleses permaneceram extensas por décadas. Com líderes carismáticos, como Joana d'Arc e La Hire, fortes contra-ataques franceses conquistaram territórios continentais dos ingleses. Como o resto da Europa, a França foi fortemente atingida pela Peste Negra; metade dos 17 milhões de habitantes da França morreu no período.

### Era Moderna

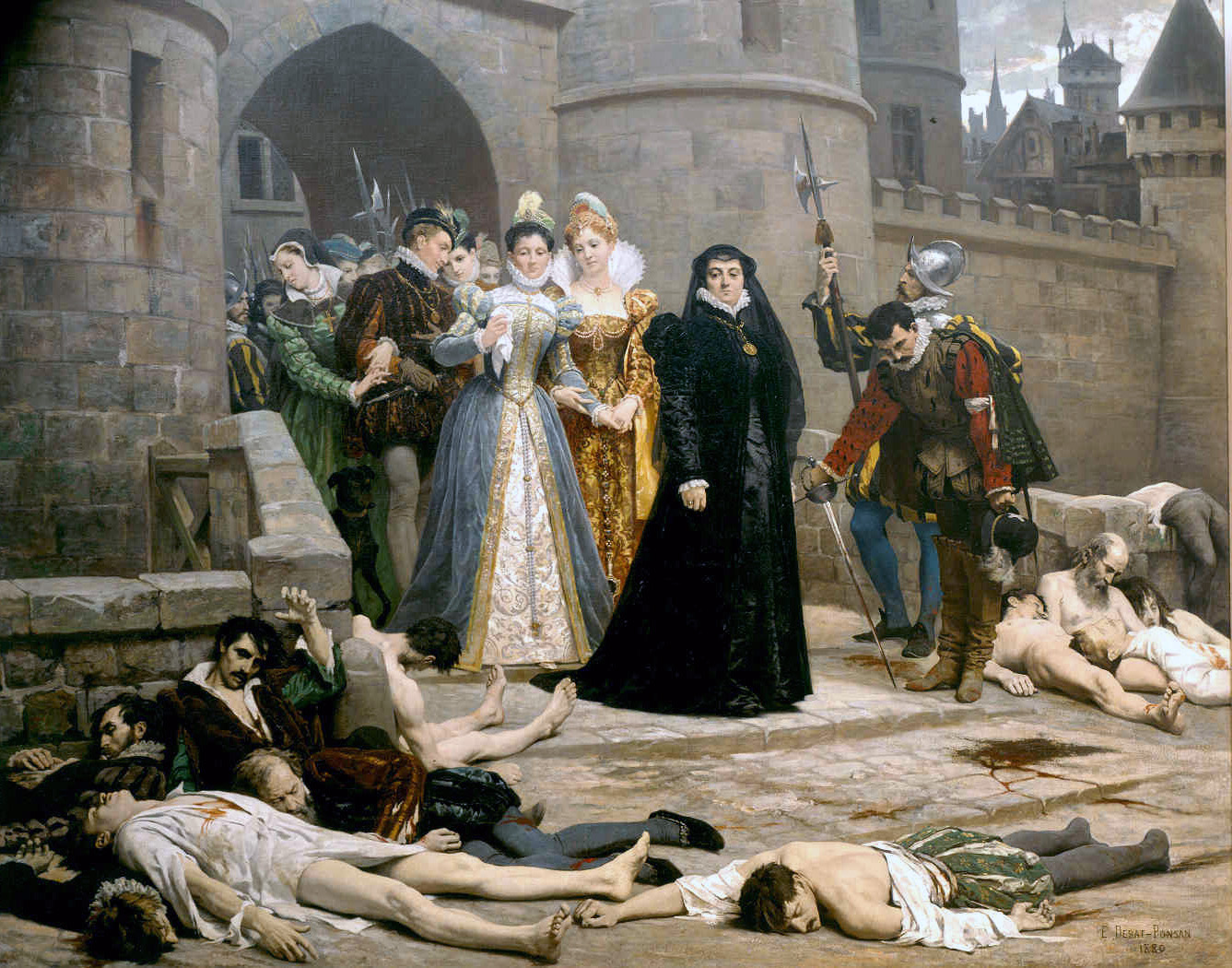
Catarina de Médici observa os corpos de protestantes após o Massacre da noite de São Bartolomeu, em 1572, o auge das Guerras Religiosas na França. Pintura francesa de 1880.

O renascimento francês proporcionou um desenvolvimento cultural espetacular e a primeira padronização da língua francesa, que se tornaria a língua oficial da França e a língua da aristocracia europeia. Também criou um longo conjunto de conflitos militares, conhecidos como as Guerras Italianas, entre o Reino da França e o poderoso Sacro Império Romano-Germânico. Os exploradores franceses, como Jacques Cartier ou Samuel de Champlain, reivindicaram terras na América para a França, preparando o caminho para a expansão do Primeiro Império Colonial Francês. O surgimento do protestantismo na Europa levou a França a uma guerra civil conhecida como Guerras Religiosas, onde, no incidente mais notório, milhares de huguenotes foram assassinados no massacre da noite de São Bartolomeu, em 1572.
Sob o governo de Luís XIII, o energético Cardeal de Richelieu promoveu a centralização do Estado e reforçou o poder real ao desarmar os detentores de poder doméstico na década de 1620. Ele sistematicamente destruiu castelos de senhores que desafiaram o poder central e denunciou o uso da violência privada (duelos, transporte de armas e manutenção de um exército privado). No final de 1620, Richelieu estabeleceu o "monopólio real da força" como doutrina.

, o "Rei Sol", foi o monarca absoluto da França e fez do país a principal potência europeia

A monarquia atingiu seu pico no século XVII e no reinado de Luís XIV. Ao transformar os poderosos senhores feudais em cortesãos no Palácio de Versalhes, o poder pessoal de Luís XIV se tornou incontestável. Lembrado por suas numerosas guerras, ele fez da França a principal potência europeia. O país tornou-se o mais populoso da Europa e teve uma tremenda influência sobre a política, a economia e a cultura do continente. O francês tornou-se a língua mais utilizada na diplomacia, ciência, literatura e relações internacionais e permaneceu com tal estatuto até o século XX.
Sob Luís XV, o bisneto de Luís XIV, a França perdeu a Nova França e a maioria da Índia Francesa após a derrota na Guerra dos Sete Anos, que terminou em 1763. Seu território europeu continuou crescendo, no entanto, com aquisições notáveis, como Lorena (1766) e Córsega (1770). O fraco governo do impopular Luís XV, com suas decisões financeiras, políticas e militares mal planejadas — assim como a devastação de sua corte — desacreditaram a monarquia, o que indiscutivelmente abriu o caminho para a Revolução Francesa, que ocorreria 15 anos após sua morte.

### Revolução
Diante de problemas financeiros, o rei Luís XVI convocou os Estados-Gerais (reunindo as três estamentos do reino) em maio de 1789 para propor soluções para o governo. Na sequência de um impasse, os representantes do terceiro estado formaram-se numa Assembleia Nacional, sinalizando o surgimento da Revolução Francesa. No início de agosto de 1789, a Assembleia Nacional Constituinte aboliu os privilégios da nobreza, como a servidão pessoal e os direitos exclusivos de caça. Através da Declaração dos Direitos do Homem e do Cidadão (26 de agosto de 1789), a França estabeleceu direitos fundamentais para os homens. A Declaração afirma "os direitos naturais e imprescritíveis do homem à liberdade, propriedade, segurança e resistência à opressão". A liberdade de expressão e de imprensa foram declaradas e as prisões arbitrárias foram proibidas. Ela solicitou a destruição de privilégios aristocráticos e proclamou a liberdade e a igualdade de direitos para todos os homens, bem como o acesso a cargos públicos com base em talentos e não nascimento.

Tomada da Bastilha em 1789, um dos eventos centrais da Revolução Francesa

Em novembro de 1789, a Assembleia decidiu nacionalizar e vender todos os bens da Igreja Católica Romana, que era o maior proprietário do país. Em julho de 1790, uma Constituição Civil do Clero reorganizou a Igreja Católica Francesa, cancelando a autoridade da Igreja para cobrar impostos e assim por diante. Isto provocou um grande descontentamento em partes da França, o que contribuiria para a guerra civil que acabou alguns anos depois. Apesar do rei Luís XVI ainda gozar de popularidade entre a população, sua desastrosa fuga de Varennes (junho de 1791) parecia justificar rumores de que ele amarrava as suas esperanças de salvação política às perspectivas de invasão estrangeira. Sua credibilidade foi tão profundamente minada que a abolição da monarquia e o estabelecimento de uma república tornaram-se uma possibilidade crescente.
Em 10 de agosto de 1792, uma multidão irritada ameaçou o palácio do rei Luís XVI, que se refugiava na Assembleia Legislativa. Um exército prussiano invadiu a França em agosto de 1792. No início de setembro, os parisienses, enfurecidos pelo exército prussiano capturar Verdun e pelas revoltas contrarrevolucionárias no oeste da França, assassinaram entre 1 000 e 1 500 prisioneiros ao atacar as prisões parisienses. A Assembleia e o conselho da cidade de Paris pareciam incapazes de parar esse derramamento de sangue. A Convenção Nacional, escolhida nas primeiras eleições sob sufrágio universal masculino, em 20 de setembro de 1792, sucedeu a Assembleia Legislativa e, em 21 de setembro, aboliu a monarquia proclamando a Primeira República Francesa. O ex-rei, Luís XVI, foi condenado por traição e guilhotinado em janeiro de 1793. A França declarou guerra à Inglaterra e à República Holandesa em novembro de 1792 e fez o mesmo em relação à Espanha em março de 1793; na primavera de 1793, a Áustria, a Grã-Bretanha e a República Holandesa invadiram a França; em março, a França criou uma "república irmã" na "República de Mainz".

### Napoleão eséculo XIX

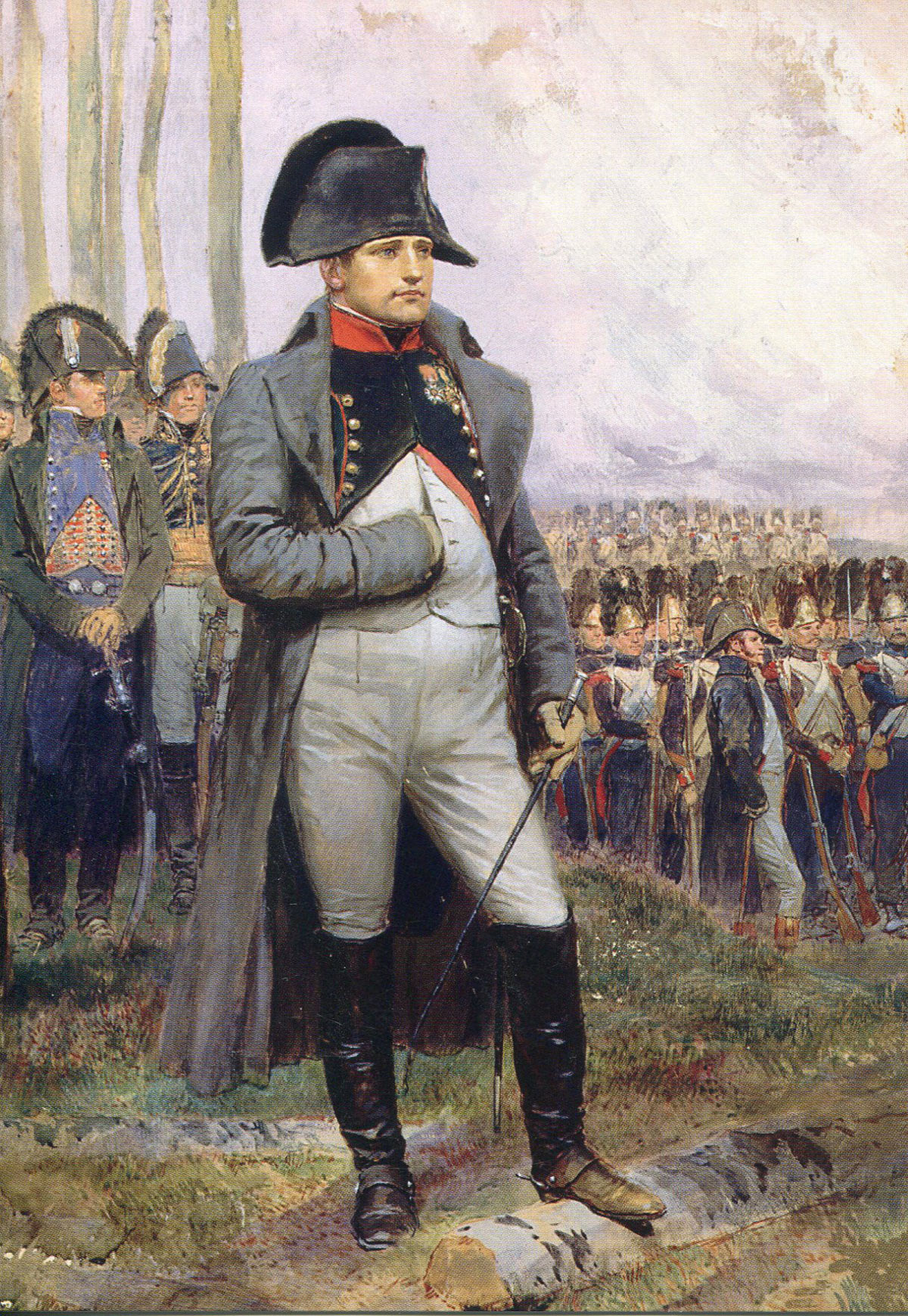
Napoleão Bonaparte e seu Grande Armée

Napoleão Bonaparte tomou o controle da República em 1799 ao tornar-se Primeiro Cônsul e depois Imperador do Império Francês (1805–1814/1815). Como uma continuação das guerras desencadeadas pelas monarquias europeias contra a República Francesa, os conjuntos de coligações europeias declararam guerra ao Império de Napoleão. Os exércitos franceses, no entanto, conquistaram a maior parte da Europa continental com vitórias rápidas, como as batalhas de Jena-Auerstadt ou Austerlitz. Os membros da família Bonaparte foram nomeados como monarcas em alguns dos reinos recentemente estabelecidos. Essas vitórias levaram à expansão mundial dos ideais e das reformas revolucionárias francesas, como o sistema métrico, o Código Napoleônico e a Declaração dos Direitos do Homem. Após a catastrófica Campanha da Rússia e o levante das monarquias europeias contra o seu governo, Napoleão foi derrotado e a monarquia Bourbon foi restaurada. Cerca de um milhão de franceses morreram durante as Guerras Napoleônicas.
Após o seu breve retorno do exílio, Napoleão foi finalmente derrotado em 1815 na Batalha de Waterloo, a monarquia foi restabelecida (1815–1830), com novas limitações constitucionais. A desacreditada dinastia Bourbon foi derrubada pela Revolução de Julho de 1830, que estabeleceu a Monarquia de Julho, que durou até 1848, quando a Segunda República Francesa foi proclamada, na sequência das revoluções europeias de 1848. A abolição da escravidão e o sufrágio universal masculino, ambos brevemente promulgados durante a Revolução Francesa, foram reeditados em 1848.

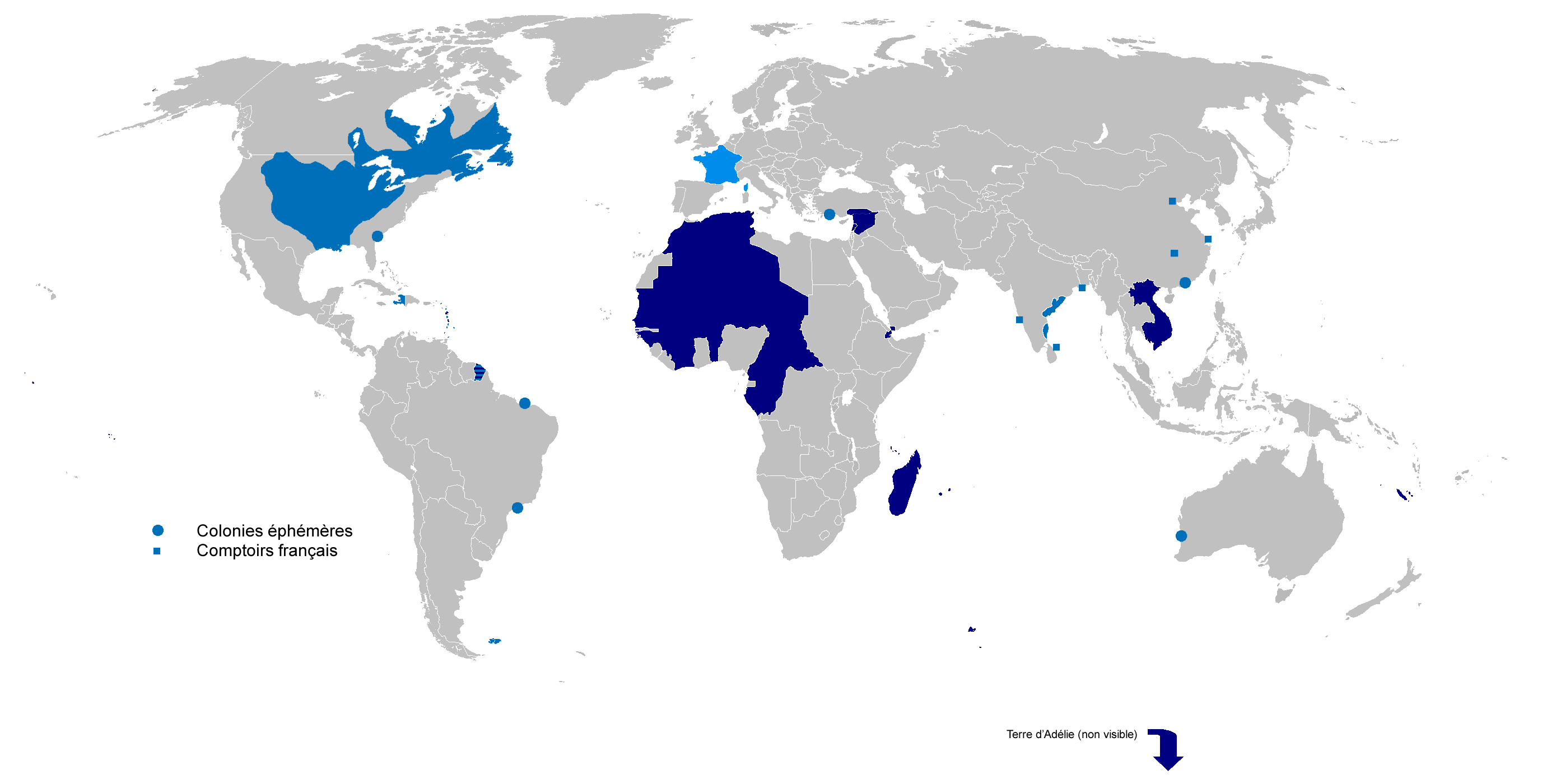
Mapa anacrônico dos territórios que já foram parte do império colonial francês

Em 1852, o presidente da República Francesa, Louis-Napoléon Bonaparte, sobrinho de Napoleão I, foi proclamado imperador do Segundo Império, como Napoleão III. Ele multiplicou as intervenções francesas no exterior, especialmente na Crimeia, no México e na Itália, o que resultou na anexação do Ducado de Saboia e do Condado de Nice, então parte do Reino da Sardenha. Napoleão III foi deposto após a derrota na Guerra Franco-Prussiana de 1870 e seu regime foi substituído pela Terceira República Francesa.
A França tinha possessões coloniais, em várias formas, desde o início do século XVII, mas nos séculos XIX e XX, seu império colonial global ultramarino se estendeu muito e se tornou o segundo maior do mundo, atrás apenas do Império Britânico. Incluindo a França metropolitana, a área total de terra sob soberania francesa atingiu quase 13 milhões de quilômetros quadrados nas décadas de 1920 e 1930, ou 8,6% da área terrestre do planeta. Conhecida como Belle Époque, a virada do século foi um período caracterizado por otimismo, paz regional, prosperidade econômica e inovações tecnológicas, científicas e culturais. Em 1905, o secularismo estatal foi oficialmente estabelecido.

### Séculos XX e XXI
A França era membro da Tríplice Entente quando a Primeira Guerra Mundial estourou. Uma pequena parte do norte da França estava ocupada, mas a França e seus aliados emergiram vitoriosos contra os Impérios Centrais com um tremendo custo humano e material. A Primeira Guerra Mundial deixou 1,4 milhão de soldados franceses mortos, ou 4% de sua população. Entre 27% e 30% dos soldados recrutados de 1912 a 1915 foram mortos. Os anos do Entreguerras foram marcados por intensas tensões internacionais e uma variedade de reformas sociais introduzidas pelo governo da Frente Popular (férias anuais, dias úteis de oito horas, mulheres no governo, etc.).
Em 1940, durante a Segunda Guerra Mundial, a França foi invadida e ocupada pela Alemanha nazista. A França metropolitana foi dividida em uma zona de ocupação alemã no norte e França de Vichy, um regime autoritário recém-criado no sul e que era um Estado fantoche dos nazistas, enquanto a França Livre, governada em exílio e liderada por Charles de Gaulle, foi criada em Londres. De 1942 a 1944, cerca de 160 mil cidadãos franceses, incluindo cerca de 75 mil judeus, foram deportados para campos de extermínio e campos de concentração na Alemanha e na Polônia ocupada. Em 6 de junho de 1944, os Aliados invadiram a Normandia e, em agosto, invadiram Provença. No ano seguinte, os Aliados e a Resistência Francesa emergiram vitoriosos sobre as Potências do Eixo e a soberania francesa foi restaurada com o estabelecimento do Governo Provisório da República Francesa (GPRF).
O GPRF estabeleceu as bases para uma nova ordem constitucional que resultou na Quarta República Francesa, que passou por um crescimento econômico espetacular (les Trente Glorieuses). A França foi um dos membros fundadores da Organização do Tratado do Atlântico Norte (OTAN) em 1949. O país tentou recuperar o controle da Indochina francesa, mas foi derrotada pelo Viet Minh em 1954 na Batalha de Dien Bien Phu. Apenas alguns meses depois, a França enfrentou outro conflito anticolonial na Argélia. Tortura e execuções ilegais foram cometidas por ambos os lados e o debate sobre o controle da Argélia, então casa de mais de um milhão de colonos europeus, dividiu o país e quase levou a um golpe e a uma guerra civil. Em 1958, a fraca e instável Quarta República deu lugar à Quinta República Francesa, que incluiu uma Presidência fortalecida.

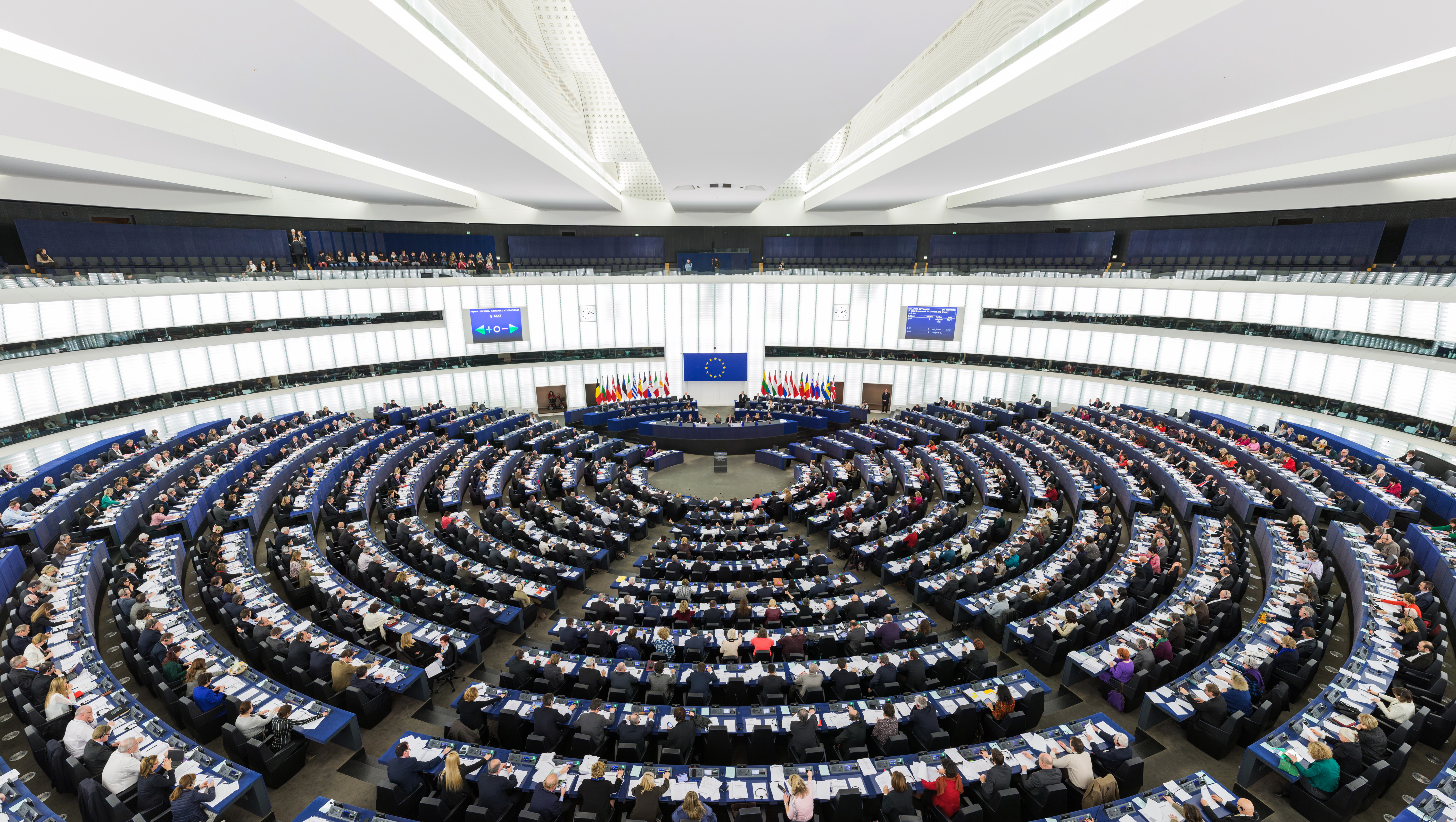
Sede do Parlamento Europeu em Estrasburgo

A França permaneceu como uma das economias mais desenvolvidas do mundo, mas enfrentou várias crises econômicas que resultaram em altas taxas de desemprego e aumento da dívida pública. No final do século XX e início do XXI, a França esteve na vanguarda do desenvolvimento de uma União Europeia (UE) supranacional ao assinar o Tratado de Maastricht (que criou a UE) em 1992, ao estabelecer a Zona do Euro em 1999 e ao assinar o Tratado de Lisboa em 2007. O país também gradualmente reintegrou-se à OTAN e desde então participou da maioria das guerras patrocinadas pela organização.
Desde os ataques aos metrôs de Paris em 1995, a França tem sido esporadicamente atacada por organizações terroristas islâmicas, em particular o ataque ao Charlie Hebdo em janeiro de 2015, que provocou as maiores manifestações públicas na história da França (4,4 milhões de pessoas), e os ataques de novembro de 2015 em Paris, que resultaram em 130 mortes. Estes foram os atentados mais mortais em solo francês desde a Segunda Guerra Mundial e os mais mortíferos na União Europeia desde os atentados de Madri em 2004.

## Geografia
A França metropolitana está situada na faixa entre as latitudes de 41 e 51 graus no hemisfério norte (Dunquerque está um pouco a norte da latitude de 51 graus) e entre as longitudes de 6 graus no hemisfério ocidental e 10 graus no hemisfério oriental. Está ainda localizada na parte ocidental da Europa e, portanto, situada na zona de clima temperado do hemisfério norte. Enquanto a França metropolitana está localizada na Europa Ocidental, a França também tem territórios na América do Norte, América Central, América do Sul, sul do Oceano Índico, Oceano Pacífico e uma reivindicação na Antártida. Estes territórios têm diferentes formas de governo que vão desde departamento de ultramar à coletividade de ultramar. Os departamentos e coletividades ultramarinas da França e partilham fronteiras terrestres com o Brasil e Suriname (a partir da Guiana Francesa) e com as antigas Antilhas Holandesas (a partir de São Martinho).
A França metropolitana abrange 547 030 quilômetros quadrados e tem a maior área territorial entre os membros da União Europeia. A França possui uma grande variedade de paisagens, desde as planícies costeiras no norte e oeste, as cordilheiras dos Alpes no sudeste, o Maciço Central da região centro-sul até aos Pirenéus no sudoeste. Com 4 810,45 metros de altitude acima do nível do mar, o Mont Blanc é o ponto mais alto da Europa Ocidental, situado nos Alpes, sobre a fronteira França-Itália. A França Metropolitana também tem sistemas fluviais extensos como o Sena, o Loire, Garona e o Ródano, que divide o Maciço Central dos Alpes e deságua no Mar Mediterrâneo. A Córsega está ao largo da costa do Mediterrâneo.
A área total terrestre da França, com seus departamentos e territórios ultramarinos (excluindo Terra de Adélia), é de 674 843 quilômetros quadrados, 0,45% da área total da Terra. Contudo, a França possui a segunda maior zona econômica exclusiva (ZEE) do mundo, que abrange 11,035 km², cerca de 8% da superfície total de todos as ZEE do mundo, atrás apenas dos Estados Unidos (11 351 000 km²) e à frente da Austrália (8 232 000 km²).

### Clima

Mapa da França de acordo com a classificação climática de Köppen

A França tem temperaturas amenas o ano todo. As chuvas são abundantes, o sol generoso. É mais fresco e úmido a norte e a oeste; mais quente e seco nas cidades do Mediterrâneo.
O norte e o noroeste do país têm um clima temperado, enquanto uma combinação de influências marítimas, latitude e altitude produzem um clima variado no resto da França metropolitana. No sudeste prevalece o clima mediterrâneo. No oeste, o clima é predominantemente oceânico, com um elevado nível de pluviosidade, invernos suaves e verões quentes. No interior o clima torna-se mais continental, com verões quentes e tempestuosos, invernos mais frios e menos chuva. O clima dos Alpes e de outras regiões montanhosas é principalmente alpino, com o número de dias com temperaturas abaixo de zero passando de 150 por ano e com uma cobertura de neve com duração de até seis meses.
No inverno, a neve nas montanhas possibilita a prática de esportes de inverno. A neve é rara nas planícies, caindo essencialmente a norte do rio Loire e, esporadicamente, em Paris. Na primavera, as temperaturas são acima de 20 graus Celsius (°C) no sul, como em Nice e Cannes. De junho em diante, pode-se andar pelas ruas sem agasalho. Os dias são mais longos, época para viagens ao campo, montanhas e para atividades ao ar livre. O verão é quente e calmo. O sol predomina em todo o país. A temperatura chega, muitas vezes, a 30 °C em Marselha e a 25 °C em Brest. No outono regressa a chuva, depois as temperaturas amenas no mês de dezembro. Nas ruas, as pessoas se agasalham e os dias vão ficando mais curtos.

Clima da França
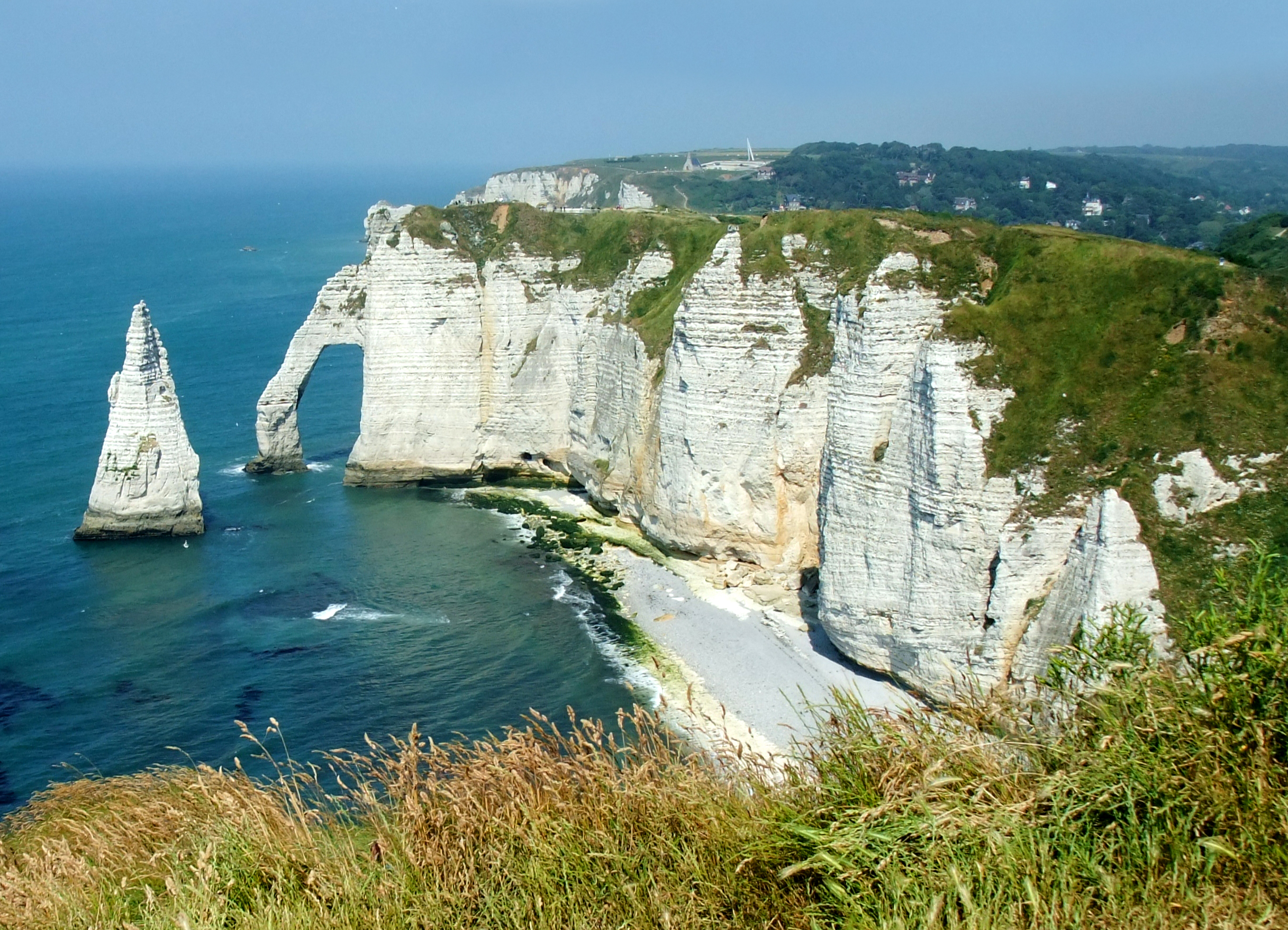
Falésias de calcário na Normandia, perto de Étretat.
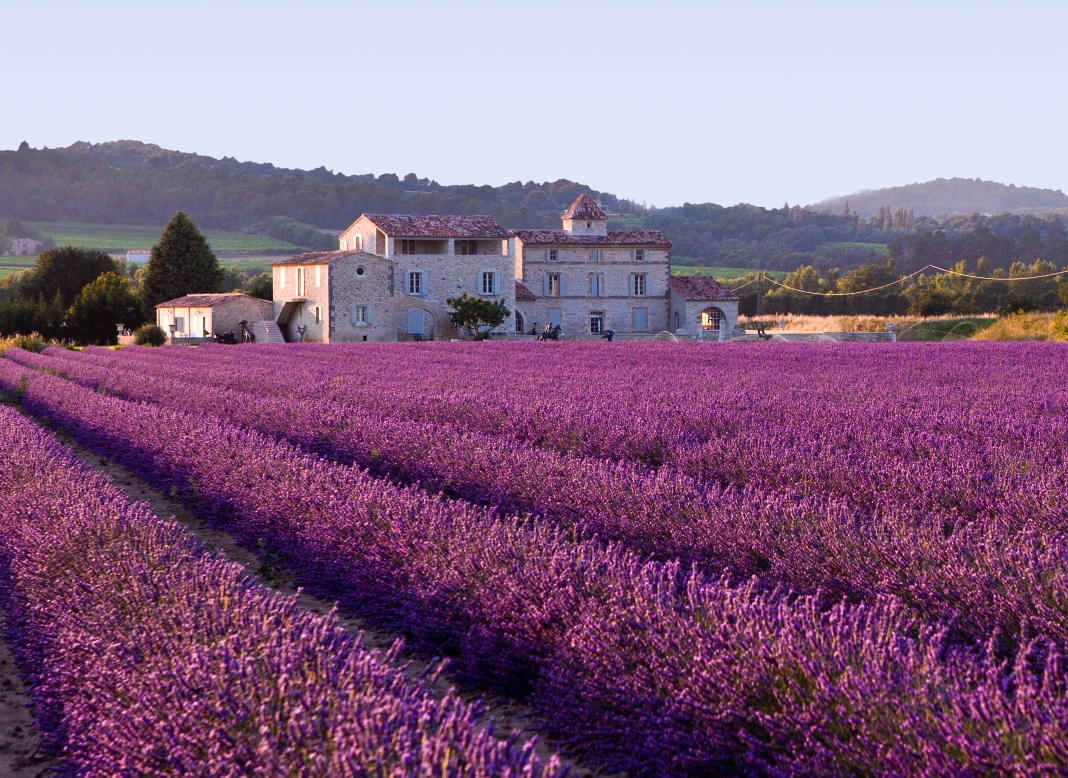
Vegetação mediterrânea (lavanda) em Provença.
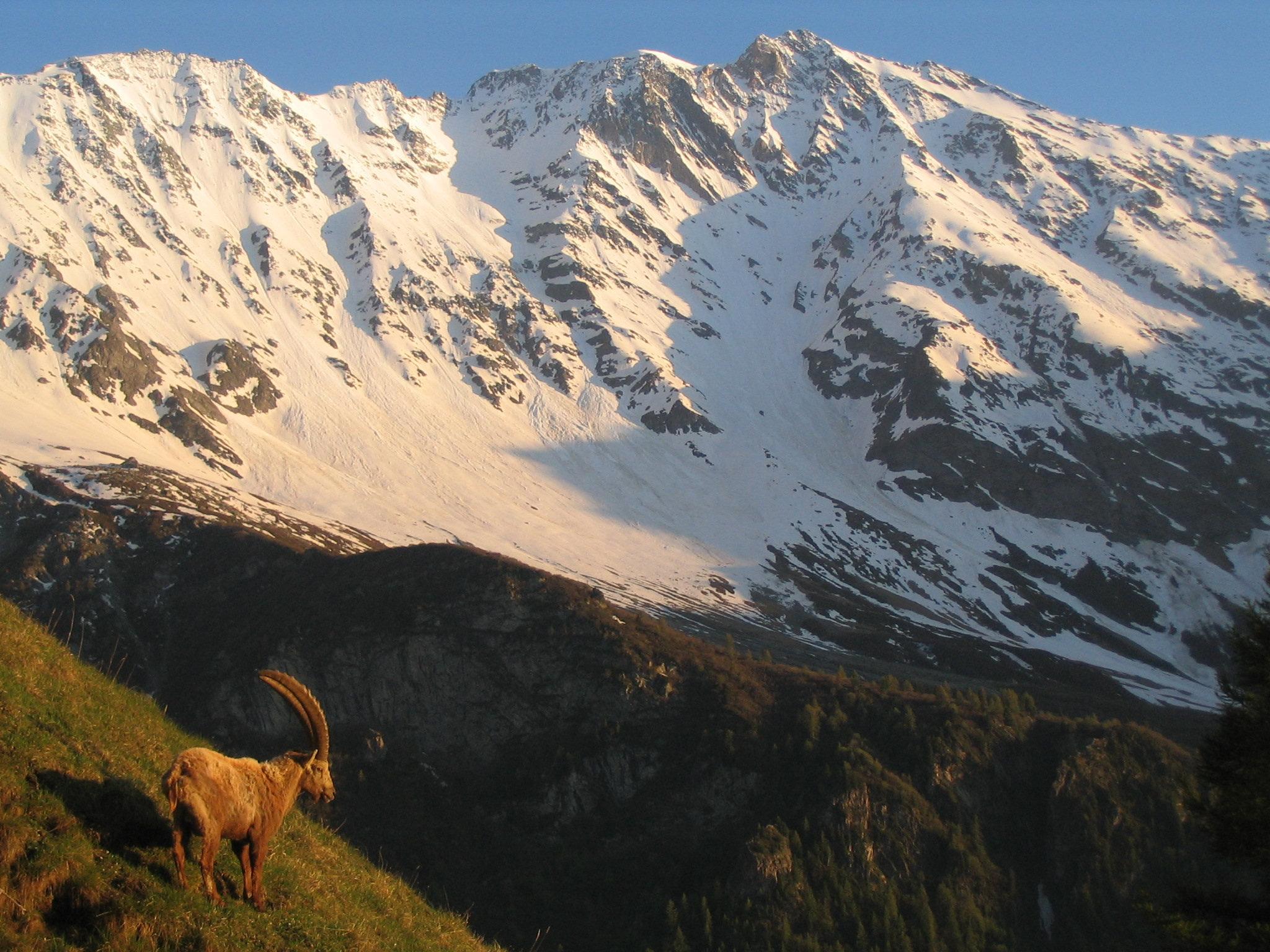
Clima alpino na Saboia (observa-se um íbex à esquerda).
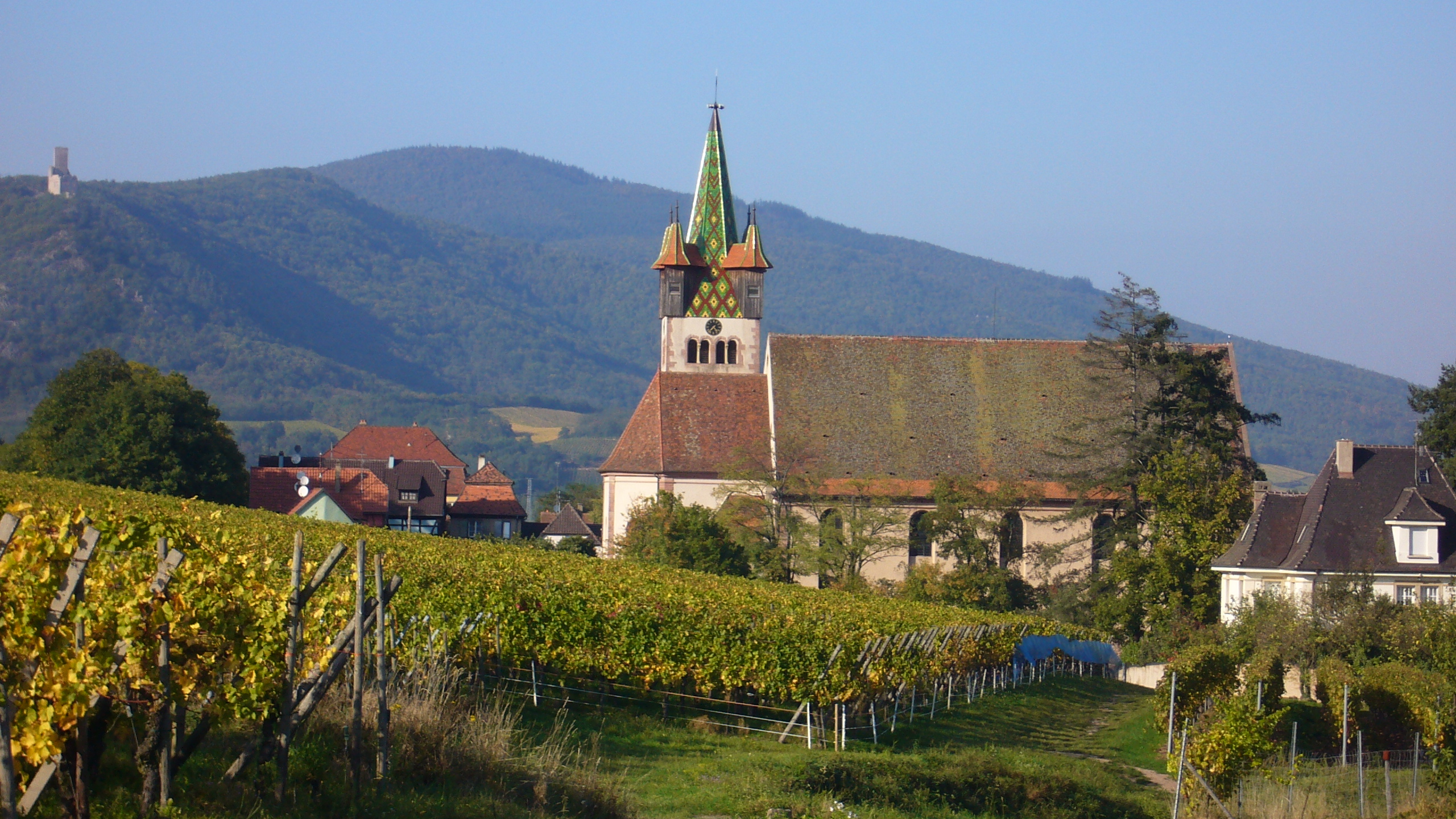
Vinhedos de Alsácia perto de Châtenois.
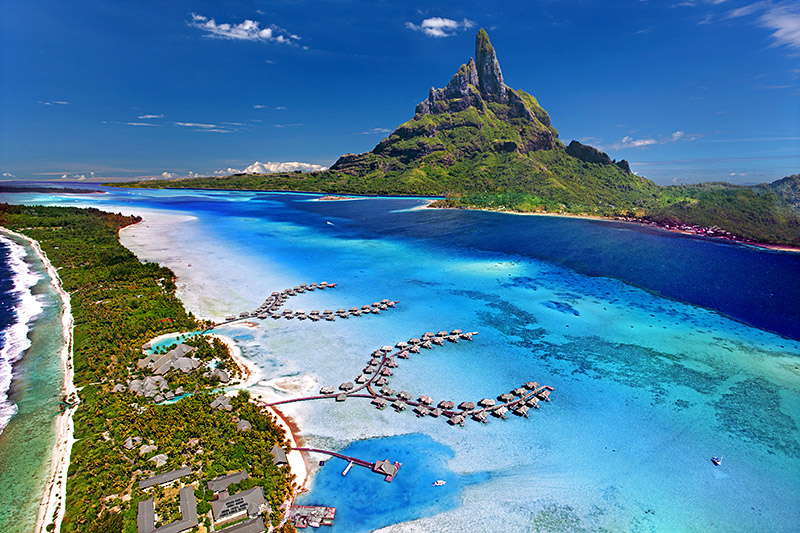
Bora-Bora na Polinésia Francesa.
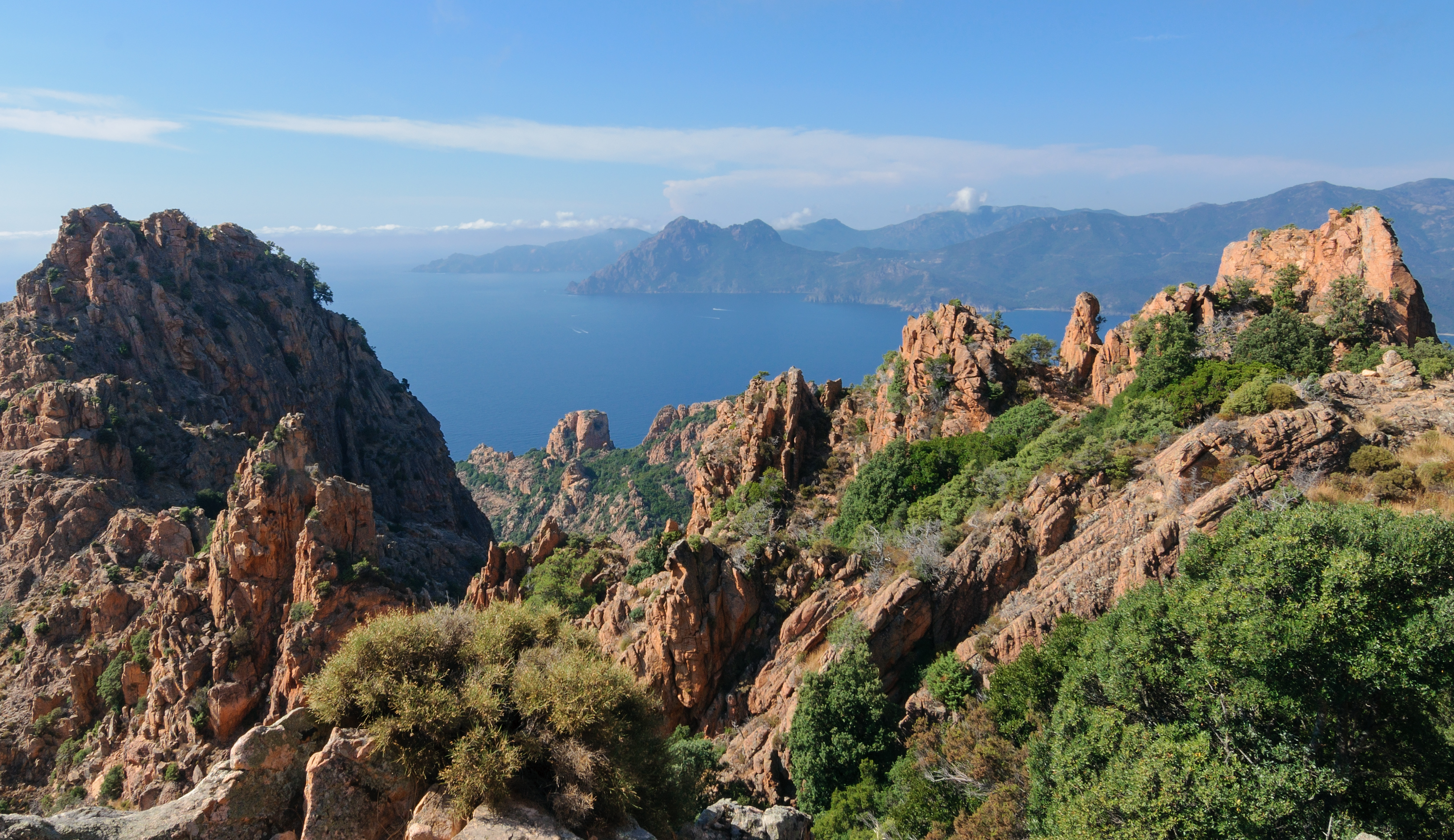
Calanches de Piana, Córsega.

## Demografia

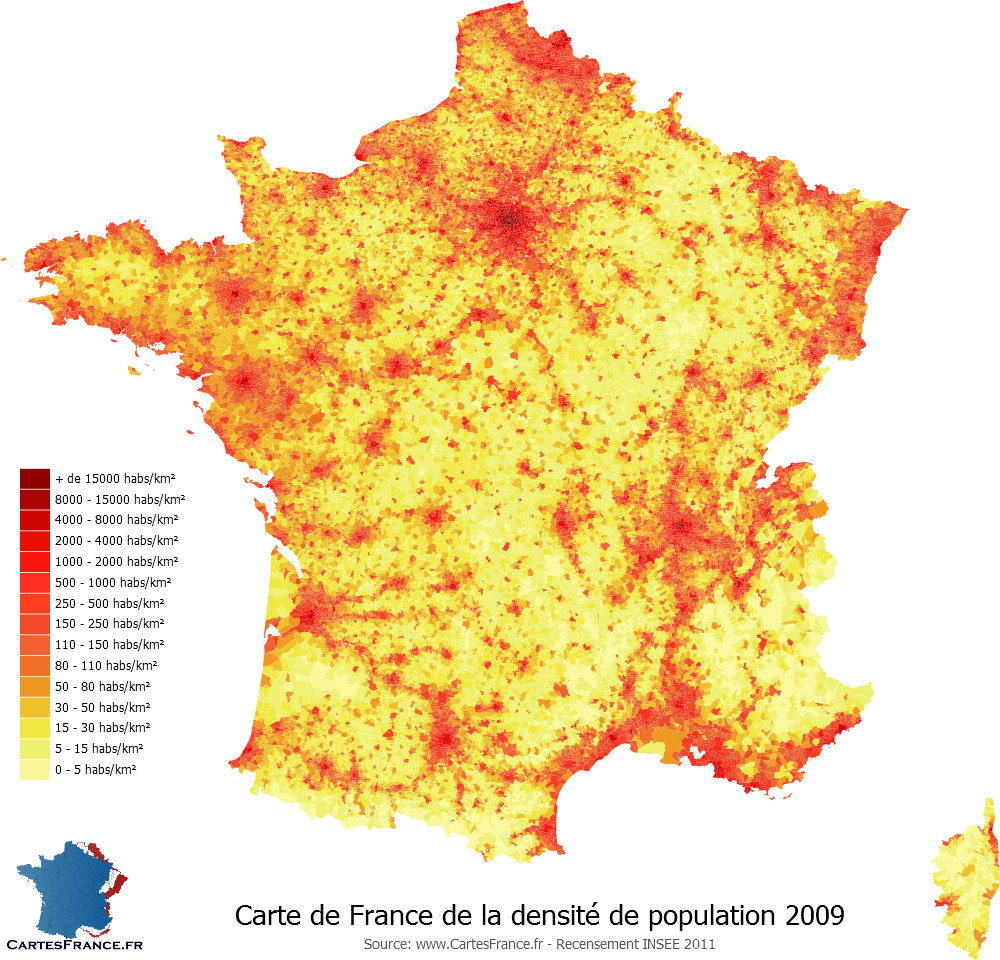
Densidade populacional da França Metropolitana (2009)

A população estimada da França em janeiro de 2023 era de aproximadamente 68,1 milhões de pessoas, das quais 66 milhões habitavam a França Metropolitana, com uma densidade de 118 habitantes por quilômetros quadrado, 2 209 754 habitam a França ultramarina, incluindo uma comunidade de dois mil cientistas e investigadores destacados na Antártida.
Segundo dados do CIA World Factbook, 77% da população francesa vivem em áreas urbanas. Paris, junto à sua área metropolitana (correspondente à região conhecida como Ilha de França), concentra 11 769 443 habitantes, o que a converte em uma das maiores do mundo, e a mais povoada da União Europeia. Outras áreas metropolitanas como mais de um milhão de habitantes são Marselha e Lyon, com mais de um milhão e meio habitantes cada.
A esperança de vida ao nascer é de 85,2 anos para as mulheres e 79,3 anos para os homens. Os homens tendem a ter empregos a tempo completo, enquanto nas mulheres tende a ser parcial. Na França, as férias legais pagas somam cinco semanas para cada ano de trabalho. A França é considerada como um dos países com melhor qualidade de vida do planeta. Sua população desfruta de um alto grau de serviços e o índice de saúde é um dos melhores do mundo.

### Grupos étnicos e imigração
A população é composta por descendentes de vários grupos étnicos, principalmente de origem celta (mas também lígure e ibero), fundamentalmente gauleses aglutinados com a população precedente, que deram à região o nome de Gália (que hoje é a França), que incluía também o que é hoje a Bélgica, Suíça e Luxemburgo. Cronologicamente, foram-se somando outros grupos étnicos: no processo histórico formativo da França atual, são também significativas as populações de origem grega, romana, basca, germânica (principalmente de francos, como também de burgúndios), viquingue (na Normandia) e, em menor medida, os sarracenos.
Os estudos da população francesa mostram que a maioria dos cidadãos são de origem europeia (91,6%), entre os quais franceses (85%) os outros 6,5% provêm de outros países. 5,75% vêm de países da África, 3% da Ásia e 0,6% da América. Esta composição é consequência da evolução migratória e da presença significativa da população nascida na França, porém estrangeira, geralmente imigrantes que através dos anos foram obtendo a cidadania francesa. A população de origem judia era estimada em 550 mil habitantes, a princípios dos anos 2000, ainda que não existam dados estatísticos, pois a lei francesa proíbe coletar dados sobre etnias ou religiões, bem como filiação política.
Desde o século XIX, a França é um país de imigração. Mais de 90% da população nasceu dentro do próprio país. Entre os estrangeiros que vêm se integrando, predominam os magrebinos, italianos e espanhóis, portugueses, polacos, subsaarianos, chineses (um milhão em 2007), turcos (entre 400 e 500 mil), vietnamitas (250 mil) e ciganos (entre 200 e 300 mil). A maior parte de imigrantes nos últimos anos provêm do Magrebe. No total, existem 4,5 milhões de imigrantes no país.

### Religião

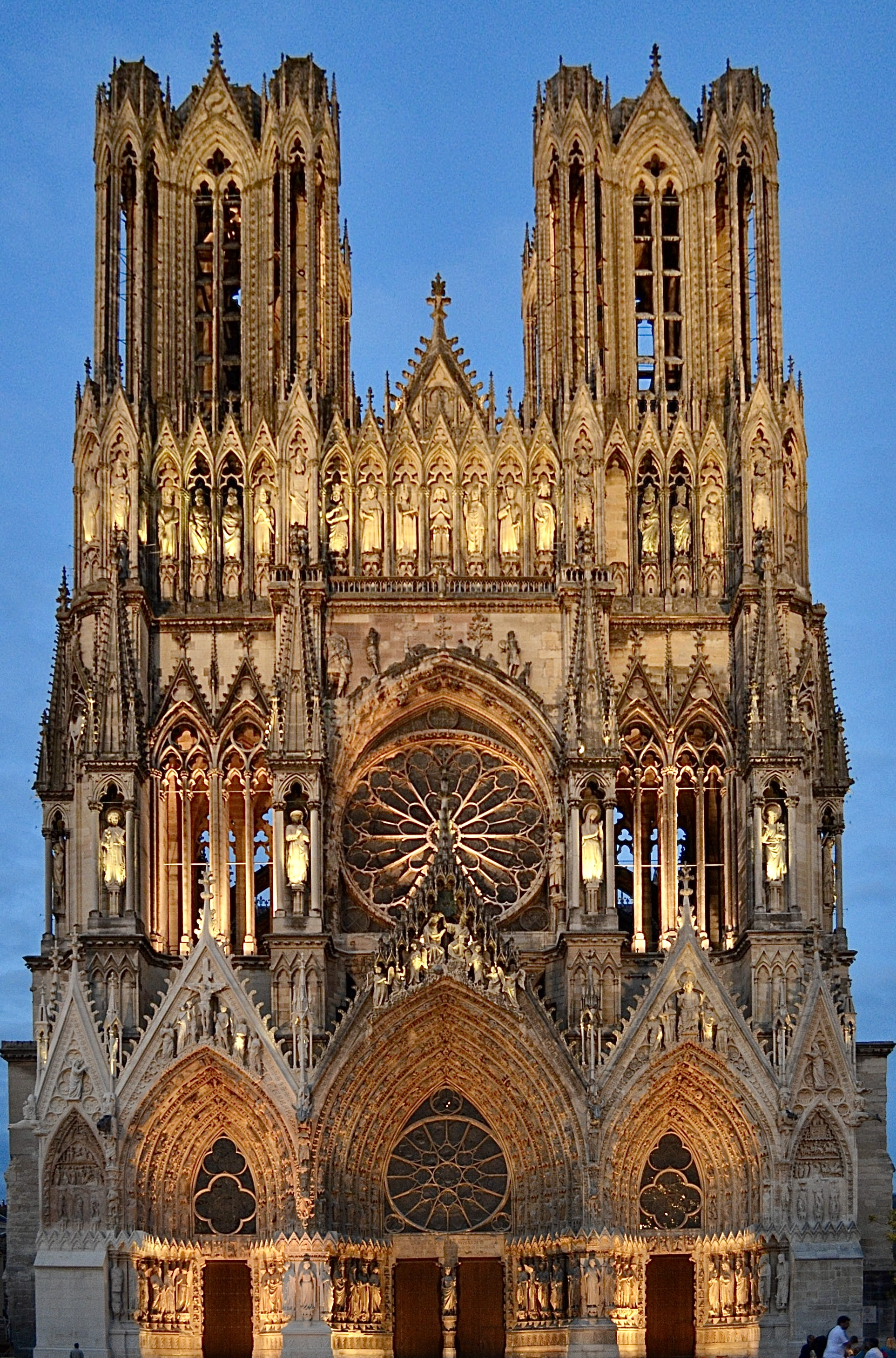
A Notre-Dame de Reims é a catedral católica romana onde os reis da França foram coroados até 1825.

França é um país secular e a liberdade de religião é um direito constitucional. Desde 1905 o governo francês tem seguido o princípio da laicidade, em que é proibido de reconhecer qualquer direito específico de uma comunidade religiosa. Em vez disso, o governo apenas reconhece as organizações religiosas, de acordo com critérios formais legais que não tratam a doutrina religiosa. Por outro lado, as organizações religiosas devem abster-se de intervir na elaboração de políticas. Sendo assim, a França não mantém estatísticas oficiais sobre adesão religiosa, no entanto existem algumas estimativas não oficiais.
O catolicismo romano tem sido a religião predominante há mais de um milênio, embora não seja tão ativamente praticado hoje como era antes. Uma pesquisa realizada pelo jornal católico La Croix descobriu que, enquanto em 1965, 81% dos franceses se declaravam como católicos, em 2009 essa proporção era de 64%. Além disso, embora 27% dos franceses iam à missa uma vez por semana ou mais em 1952, apenas 4,5% o fizeram em 2006; 15,2% assistiam à missa pelo menos uma vez por mês. O mesmo estudo constatou que os protestantes responderam por 3% da população, um aumento em relação às pesquisas anteriores e 5% seguiam outras religiões, sendo que os restantes 28% declarando que não tinham nenhuma religião.
Religiões na França (2019)
De acordo com pesquisa do Eurobarômetro, de 2005, 34% dos cidadãos franceses responderam que "acreditam que existe um deus", enquanto 27% responderam que "acreditam que existe algum tipo de espírito ou força vital e 33% que "não acredito que haja qualquer tipo de espírito, deus, ou força vital." Um outro estudo mostra 32% de pessoas na França se declaram como ateus e outros 32% declaram-se como "cético sobre a existência de Deus, mas não um ateu." Segundo pesquisa de 2010, também do Eurobarômetro, a França é o país mais ateu da Europa, com 40% da sua população não acreditando na existência de um deus; 27% dos franceses disseram crer em algum deus, ao passo que 27% acreditavam em algum tipo de espírito ou força vital.
Em uma sondagem de janeiro de 2007 realizada pela Catholic World News, apenas 5% da população francesa frequentava a igreja regularmente (ou 10% frequentam os serviços da igreja regularmente entre os entrevistados que se identificaram como católicos). A pesquisa mostrou que 51% dos entrevistados se identificou como católicos, 31% se identificou como agnósticos ou ateus (outra pesquisa define a proporção de ateus como igual a 27%), 10% se identificou como sendo de outras religiões ou sem opinião, 4% identificados como muçulmanos, 3% se identificaram como protestantes, 1% se identificaram como budistas e 1% se identificaram como judeus. Enquanto isso, uma estimativa independente do politologista Pierre Bréchon, em 2009, concluiu que a proporção de católicos havia caído para 42% enquanto o número de ateus e agnósticos havia subido para 50%.
Valores mais recentes da World Christian Database datados de 2010 e divulgados pelo site The ARDA mostram que 68,23% dos franceses são seguidores do cristianismo, 16,41% são agnósticos, 8,55% são muçulmanos, os ateus são 4,13%, os judeus 1% e outras religiões são seguidas por 1,67% da população. De acordo com o Fórum Pew, "na França, os defensores de uma lei de 2004 que proíbe o uso de símbolos religiosos nas escolas dizem que protegem as meninas muçulmanas de serem forçadas a usar um lenço na cabeça, mas a lei também restringe aqueles que querem usar o véu — ou qualquer outro símbolo "conspícuo" religioso, incluindo grandes cruzes cristãs e turbantes do siquismo — como expressão de sua fé."
As estimativas do número de muçulmanos na França variam amplamente. De acordo com o censo francês de 1999, havia 3,7 milhões de pessoas "provavelmente de fé muçulmana" na França (6,3% da população total). Em 2003, o Ministério do Interior francês estimou que o número total de muçulmanos estava entre cinco e seis milhões (8–10%).

### Idioma

Mapa da Francofonia pelo mundo

O idioma oficial na França é o francês, proveniente do franciano, variante linguística falada na Ilha de França que nos princípios da Idade Média e, ao longo dos séculos, se impôs ao resto das línguas e variantes linguísticas que se falam em quaisquer partes da França. Também há línguas minoritárias, como o catalão, o bretão, o corso, o occitano, o provençal, o franco-provençal, o basco e o alsaciano.
Apesar disto, esta imposição do francês tem sido fruto de decisões políticas tomadas ao longo da história, com o objetivo de criar um Estado uniformizado linguisticamente. Feito isto, o artigo segundo da constituição francesa de 1958 disse textualmente que «La langue de la République est le français».
Do século XVII a meados do XX, o francês serviu como língua internacional preeminente da diplomacia e das relações internacionais, bem como uma língua franca entre as classes cultas da Europa. A posição dominante da língua francesa nas relações internacionais tem apenas sido desafiada recentemente pelo inglês, desde o surgimento dos Estados Unidos como uma grande potência.

## Governo e política
A República Francesa é uma república unitária semipresidencialista com fortes tradições democráticas. A constituição da V República foi aprovada por referendo em 28 de setembro de 1958. É extremamente reforçada a autoridade do executivo em relação ao Parlamento. O poder executivo em si tem dois dirigentes: o presidente da República, atualmente Emmanuel Macron (Renascimento) que é chefe de estado e é eleito diretamente por sufrágio universal para um mandato de cinco anos (até 2000, eram sete anos) e o Governo, liderado pelo primeiro-ministro nomeado pelo presidente. Após a eleição legislativa de 2017, o primeiro-ministro do país passou a ser Édouard Philippe.
O parlamento francês é uma legislatura bicameral, composto por uma Assembleia Nacional (Assemblée Nationale) e um Senado. Os deputados da Assembleia Nacional representam círculos eleitorais locais e são diretamente eleitos para mandatos de cinco anos.
A Assembleia tem o poder de demitir o gabinete e, assim, a maioria na Assembleia determina a escolha do governo. Os senadores são escolhidos por um colégio eleitoral para mandatos de seis anos (inicialmente nove termos homólogos), e metade dos assentos são submetidos à eleição três cada três anos. Os poderes legislativos do Senado são limitados; em caso de desacordo entre as duas câmaras, a Assembleia Nacional tem a palavra final, exceto para as leis constitucionais e lois organiques (leis que são diretamente previstas pela Constituição), em alguns casos.
Até as eleições de 2017, disputada entre o Em Marcha! e a Frente Nacional, a política francesa caracterizava-se por dois grupos políticos opostos: um de esquerda, centrada em torno do Partido Socialista Francês, e os outros da ala direita, anteriormente centrada em torno do Reagrupamento para a República (RPR) e seu sucessor, o União por um Movimento Popular (UMP).

### Lei
Na França usa-se o sistema romano-germânico, isto é, a lei surge principalmente a partir de estatutos escritos. Os juízes não fazem leis, mas apenas as interpretam, embora a quantidade de interpretação judicial em determinadas áreas faça com que seja equivalente à jurisprudência. Os princípios básicos do Estado de direito foram estabelecidas no Código de Napoleão, que era, por sua vez, em grande parte, baseado na lei real codificada no reinado de Luís XIV. De acordo com os princípios da Declaração dos Direitos do Homem e do Cidadão a lei só deve proibir as ações prejudiciais à sociedade.

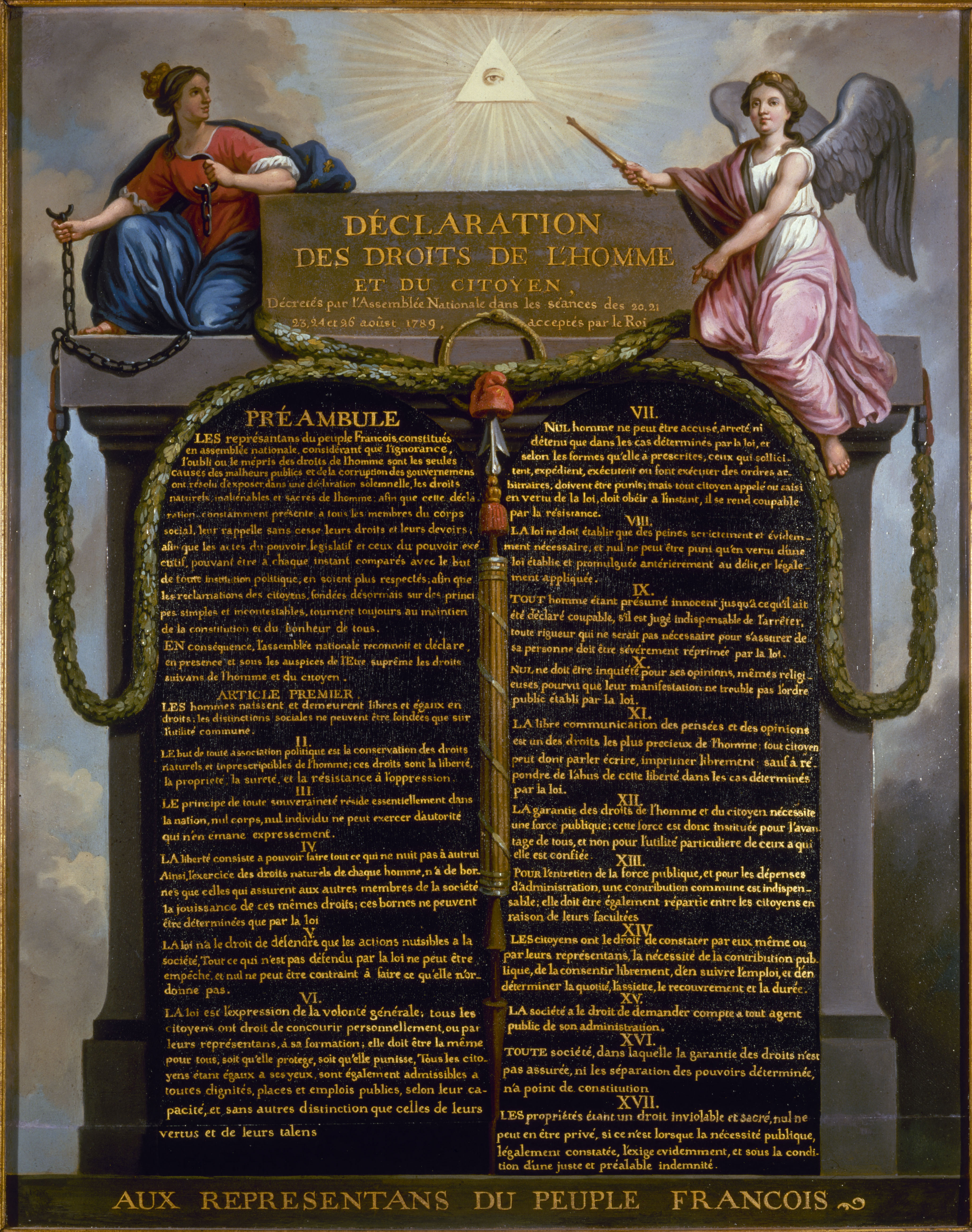
Declaração dos Direitos do Homem e do Cidadão de 1789

A lei francesa é dividida em duas áreas principais: o direito privado e o direito público. O direito privado inclui, na lei, nomeadamente o direito penal e civil. O direito público inclui, na lei, designadamente o direitos administrativo e constitucional. No entanto, em termos práticos, a lei francesa compreende três principais áreas do direito: direito civil, direito penal e direito administrativo.
A França não reconhece a lei religiosa, nem reconhece crenças religiosas ou a moralidade como uma motivação para a promulgação de proibições. Como consequência, a França há muito tempo não tem qualquer lei de blasfêmia nem leis contra a sodomia (a última sendo abolida em 1791). No entanto, "os crimes contra a decência pública" (moeurs contraires aux bonnes) ou perturbação da ordem pública (rouble à l'ordre public) foram usados para reprimir manifestações públicas de homossexualidade ou a prostituição de rua. Leis penais só podem abordar o futuro e não o passado criminal (leis ex post facto são proibidas), e para serem aplicáveis, as leis devem ser oficialmente publicadas no Journal Officiel de la République française. Em 2010, a França aprovou uma lei que proíbe véus de rosto em público, incluindo aqueles usados pelas mulheres muçulmanas. A Anistia Internacional condenou a lei como uma violação da liberdade de expressão. Em setembro de 2011, duas mulheres muçulmanas foram multadas por usar o nicabe, mas elas recorreram das multas.
A França é tolerante com a comunidade de lésbicas, gays, bissexuais, travestis, transexuais e transgêneros (LGBT). Desde 1999, as uniões civis para casais homossexuais são permitidas, embora o casamento homossexual tenha sido legalizado no país somente em 2013. Leis de condenação ao racismo, sexismo ou o antissemitismo são antigas e, por exemplo, leis que proíbem o discurso discriminatório na imprensa datam de 1881.

### Relações internacionais
A França é um membro da Organização das Nações Unidas (ONU) e é um dos membros permanentes do seu Conselho de Segurança, com direito a veto. O país também é membro do G8, Organização Mundial do Comércio (OMC), do Secretariado da Comunidade do Pacífico (SCP) e também da União Latina e Comissão do Oceano Índico (COI), além de ser membro fundador da Organização do Tratado do Atlântico Norte (OTAN), membro associado da Associação dos Estados do Caribe (AEC) e um dos principais participantes da Organização Internacional da Francofonia (OIF), que reúne 51 países de língua francesa.

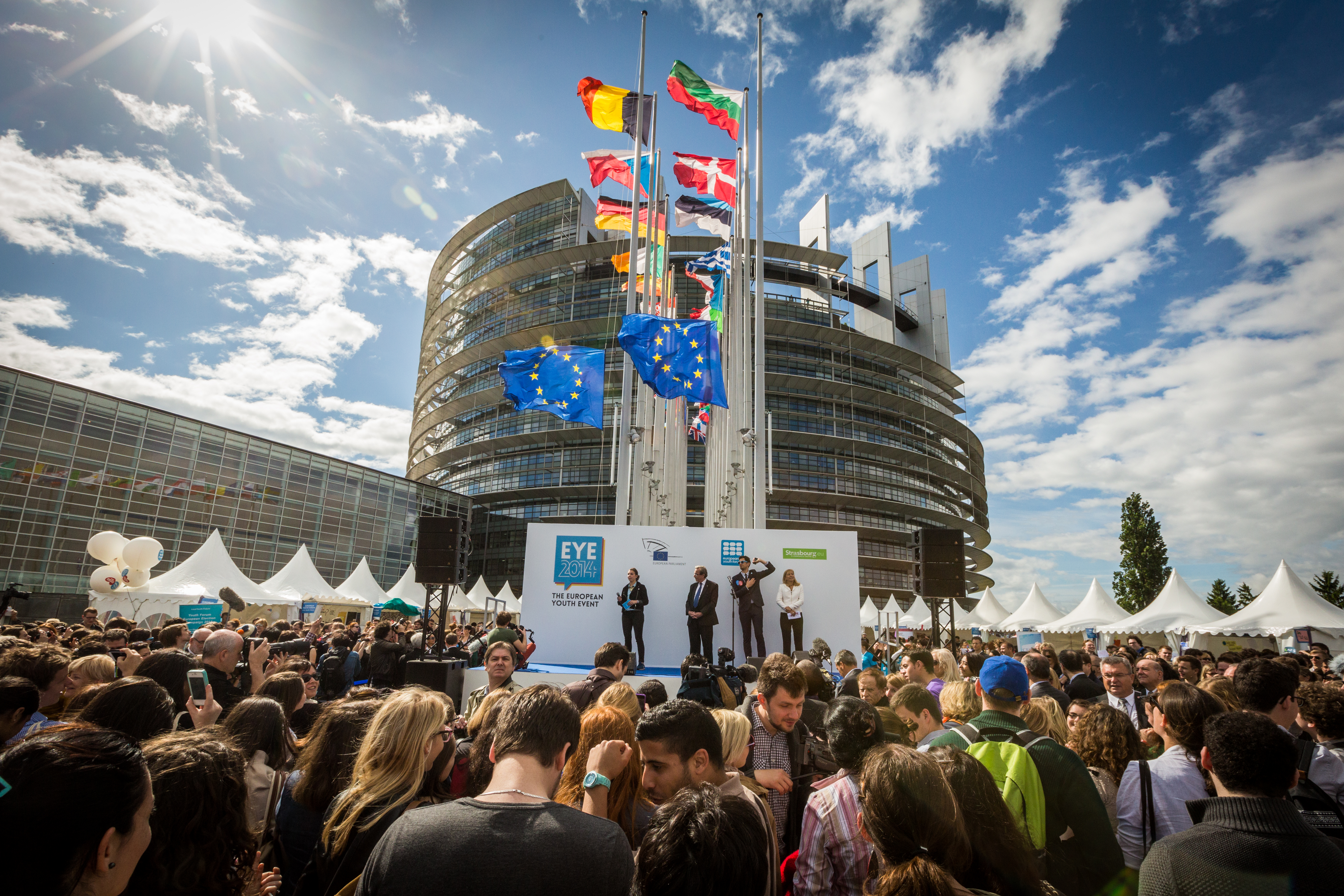
Sede do Parlamento Europeu em Estrasburgo

Como um polo importante para as relações internacionais, a França abriga o segundo maior conjunto de missões diplomáticas em todo o mundo e a sede de diversas organizações internacionais, como a OCDE, a Organização das Nações Unidas para a Educação, a Ciência e a Cultura (UNESCO), a Organização Internacional de Polícia Criminal (Interpol), o Escritório Internacional de Pesos e Medidas e a OIF. A política externa francesa do pós-guerra tem sido amplamente moldada pela adesão à União Europeia (UE), da qual foi um dos membros fundadores. Desde 1960, a França desenvolveu laços estreitos com a Alemanha reunificada para se tornar a força motriz mais influente da UE.
O país ainda mantém forte influência política e econômica em suas antigas colônias africanas e fornece ajuda econômica e tropas para missões de manutenção da paz na Costa do Marfim e no Chade. Recentemente, após a declaração unilateral de independência do norte do Mali pelo Movimento Nacional de Libertação do Azauade (MNLA), durante a rebelião tuaregue, e do subsequente conflito regional com vários grupos islâmicos, como Ansar Dine, a França e outros países africanos intervieram militarmente para ajudar o exército do Mali a retomar o controle. Em 2009, a França foi o segundo maior (em números absolutos) financiador de ajuda humanitária no mundo, atrás dos Estados Unidos e à frente de Alemanha, Japão e Reino Unido, o que representa apenas 0,5% do PIB francês. A organização que administra a ajuda francesa ao exterior é a Agência Francesa de Desenvolvimento, que financia projetos humanitários, principalmente na África subsaariana. Os principais objetivos desta ajuda são "o desenvolvimento de infraestrutura, o acesso a assistência médica e educação, a implementação de políticas econômicas adequadas e a consolidação do Estado de direito e da democracia".

### Forças armadas
As Forças Armadas Francesas (Armées françaises) são as forças militares e paramilitares (como a Gendarmaria Nacional) do governo francês, sendo o presidente seu comandante-em-chefe. Elas são compostas pelo Exército Francês (Armée de Terre), pela Marinha Francesa (Marine Nationale), pela Força Aérea Francesa (Armée de l' Air) e por uma força paramilitar auxiliar, a Gendarmaria Nacional (Gendarmerie Nationale), e estão entre as maiores forças armadas em todo o mundo. Embora administrativamente as forças armadas francesas estejam sob o comando do Ministério da Defesa, a Gendarmeria é operacionalmente ligada ao Ministério do Interior. A França é membro permanente do Conselho de Segurança das Nações Unidas e é um Estado nuclear reconhecido desde 1960. O país assinou e ratificou o Tratado de Interdição Completa de Ensaios Nucleares e aderiu ao Tratado de Não Proliferação de Armas Nucleares. As despesas militares anuais da França em 2011 foram de 62,5 bilhões de dólares, ou 2,3% de seu PIB, o quinto maior gasto militar do mundo, atrás apenas de Estados Unidos, China, Rússia e Reino Unido.
A dissuasão nuclear francesa conta com total independência. A corrente de força nuclear francesa é composta por quatro submarinos da classe Triomphant equipados com mísseis balísticos. Além da frota de submarinos, estima-se que a França tenha cerca de sessenta mísseis ar-superfície ASMP de médio alcance equipados com ogivas nucleares, dos quais cerca de 50 são usados pela Força Aérea em caças Dassault Mirage 2000N, de longo alcance e com capacidade nuclear, enquanto cerca de dez estão implantados em aeronaves de ataque Dassault-Breguet Super Étendard da Marinha, que operam a partir do porta-aviões de propulsão nuclear Charles de Gaulle. A nova aeronave Rafale F3 irá substituir gradualmente todos os Mirage 2000N e SEM no uso nuclear com a melhoria do míssil ASMP-A com uma ogiva nuclear.
A França tem grandes indústrias militares, além de uma das maiores indústrias aeroespaciais do mundo. Suas plantas industriais produziram equipamentos como o caça Rafale, o porta-aviões Charles de Gaulle, o míssil Exocet e o tanque Leclerc, entre outros. Apesar de se retirar do projeto de aeronave Eurofighter, a França está investindo ativamente em projetos europeus conjuntos, como o helicóptero Eurocopter Tiger, fragatas multiusos, veículos aéreos não tripulados (VANT) e as aeronaves nEUROn e Airbus A400M Atlas. A França é um dos maiores vendedores de armas do mundo, sendo que a maior parte de seu arsenal está disponível para o mercado de exportação, com exceção dos dispositivos de propulsão nuclear.

## Divisões administrativas
Desde 2016, França está dividida em 18 regiões, cinco coletividades de ultramar, um território de ultramar, uma coletividade especial — Nova Caledônia e uma ilha inabitada diretamente sobre a autoridade do Ministro de Ultramar — Clipperton.
Destas 18 divisões administrativas, 13 regiões estão na França metropolitana (incluindo a coletividade Corsica), e cinco regiões estão localizadas na França ultramarina. As regiões são subdivididas em 101 departamentos, que são, em sua maioria, numeradas alfabeticamente. Esse número é usado em códigos postais e já foi usado em números de placas de veículos. Entre os 101 departamentos da França, cinco (Guiana Francesa, Guadalupe, Martinica, Mayotte e Reunião) estão em regiões de ultramar (ROMs) que estão, simultaneamente, em departamentos de ultramar (DOMs).
Os 101 departamentos são subdivididos em 335 arrondissements, que estão subdivididos em 2 054 cantões. Esses cantões são subdivididos em 36 658 comunas, que são municípios com um conselho municipal eleito. Três comunas (Paris, Lyon e Marseille) — são subdivididas em 45 arrondissements municipais.
As regiões, departamentos e comunas são todas conhecidas como coletividades territoriais, o que significa que eles possuem assembleias locais, bem como um executivo. Arrondissements e cantões são meramente divisões administrativas. Porém, esse nem sempre foi o caso. Até 1940, os arrondissements eram coletividades territoriais com uma assembleia eleita, mas esses foram suspendidos pelo Regime de Vichy e definitivamente abolidos pela Quarta República Francesa em 1946.

### Regiões metropolitanas
| Número | Região                    | Nome em francês            | Nome em outras línguas locais                                                                    | Capital     |
| ------ | ------------------------- | -------------------------- | ------------------------------------------------------------------------------------------------ | ----------- |
| 11     | Altos da França           | Hauts-de-France            | em picardo: Heuts-d'Franche em neerlandês: Boven-Frankrijk                                       | Lille       |
| 3      | Auvérnia-Ródano-Alpes     | Auvergne-Rhône-Alpes       | em franco-provençal: Ôvèrgne-Rôno-Arpes em occitano: Auvèrnhe-Ròse-Aups                          | Lyon        |
| 4      | Borgonha-Franco-Condado   | Bourgogne-Franche-Comté    | em franco-provençal: Borgogne-Franche-Comtât                                                     | Dijon       |
| 5      | Bretanha                  | Bretagne                   | em bretão: Breizh em galo: Bertaèyn                                                              | Rennes      |
| 6      | Centro-Vale do Líger      | Centre-Val de Loire        |                                                                                                  | Orleães     |
| 7      | Córsega                   | Corse                      | em corso: Corsica                                                                                | Ajaccio     |
| 1      | Grande Leste              | Grand-Est                  | em alemão: Großer Osten                                                                          | Estrasburgo |
| 8      | Ilha de França            | Île-de-France              |                                                                                                  | Paris       |
| 10     | Normandia                 | Normandie                  | em normando: Normaundie                                                                          | Ruão        |
| 2      | Nova Aquitânia            | Nouvelle-Aquitaine         | em occitano: Nòva Aquitània; em basco: Akitania Berria; em poitevin-saintongeais: Novéle-Aguiéne | Bordéus     |
| 9      | Occitânia                 | Occitanie                  | em occitano: Occitània em catalão: Occitània                                                     | Toulouse    |
| 12     | País do Líger             | Pays de la Loire           | em bretão: Broioù al Liger                                                                       | Nantes      |
| 13     | Provença-Alpes-Costa Azul | Provence-Alpes-Côte d'Azur | em provençal: Provença-Aups-Còsta d'Azur (Prouvènço-Aup-Costo d'Azur)                            | Marselha    |

### Regiões ultramarinas
Cada departamento ultramarino (DOM) é também uma região administrativa:
| Região          | Nome em francês | Nome em outras línguas locais                | População (2012) em milhões | PIB (2000) em milhares de milhões de euros |
| --------------- | --------------- | -------------------------------------------- | --------------------------- | ------------------------------------------ |
| Guadalupe       | Guadeloupe      | Crioulo antilhano: Gwadloup                  | 0,404                       |                                            |
| Martinica       | Martinique      | Crioulo antilhano: Matinik                   | 0,386                       |                                            |
| Guiana Francesa | Guyane          | Crioulo da Guiana Francesaː Lagwiyann        | 0,250                       |                                            |
| Reunião         | Réunion         | Crioulo de Reunião: La Rényon                | 0,834                       |                                            |
| Maiote          | Mayotte         | em comoriano maore: Maore em malgaxe: Mahori | 0,213                       |                                            |

Desde as leis de descentralização de 1982, cada região comporta um Conselho Regional (eleito por 6 anos). Na Córsega, é uma Assembleia Territorial. Quanto ao Presidente (Préfet) de Região, ele coordena a ação do Governo nos diferentes departamentos.

## Economia
Um membro G8, grupo líder dos principais países industrializados, o país é classificado como a sétima maior economia do mundo e segunda maior da Europa é por PIB nominal; com 39 das 500 maiores empresas do mundo em 2010, a França ocupava o quarto lugar no mundo e o primeiro na Europa na lista Fortune Global 500, à frente da Alemanha e do Reino Unido. A França se juntou aos onze outros membros da União Europeia para criar o euro em 1 de janeiro de 1999, substituindo completamente o franco francês no início de 2002.
A França tem uma economia mista que combina a iniciativa privada extensa (cerca de 2,5 milhões de empresas registradas) com substanciais (embora em declínio) empresas estatais e intervenção do governo. O governo mantém considerável influência sobre segmentos-chave dos setores de infraestrutura, com participação majoritária em estradas de ferro, eletricidade, aviões, usinas nucleares e telecomunicações.
O país vem relaxando gradualmente o controle sobre estes setores desde o início dos anos 1990. O governo está lentamente corporatizando o setor estatal e vendendo participações na Orange S.A., Air France, assim como ações, seguros e indústrias de defesa. A França tem uma importante indústria aeroespacial liderada pelo consórcio europeu Airbus e tem o seu próprio espaçoporto nacional, o Centro Espacial de Kourou. Em 2019, a França tinha a 8.ª indústria mais valiosa do mundo (266,6 bilhões de dólares), de acordo com o Banco Mundial.
Segundo a Organização Mundial do Comércio (OMC), em 2020, a França foi sexto maior exportador do mundo e o sétimo maior importador de produtos manufaturados. Em 2008, o país foi o terceiro maior destinatário de investimentos estrangeiros diretos nos países da OCDE em 117,9 bilhões de dólares, atrás de Luxemburgo (onde o investimento estrangeiro direto foi de transferências essencialmente monetárias aos bancos localizados no país) e dos Estados Unidos (316,1 bilhões de dólares), mas acima do Reino Unido (96,9 bilhões de dólares), Alemanha (24,9 bilhões de dólares) e Japão (24,4 bilhões de dólares). No mesmo ano, as empresas francesas investiram 220 000 milhões de dólares fora do país, classificando-o como o segundo mais importante investidor externo direto no âmbito da OCDE, atrás dos Estados Unidos (311,8 bilhões de dólares) e à frente do Reino Unido (111,4 bilhões de dólares), Japão (128 bilhões de dólares) e Alemanha (156,5 bilhões de dólares).
Serviços financeiros, bancários e do setor de seguros são uma parte importante da economia francesa. A Bolsa de Valores de Paris é uma instituição antiga, criada por Luís XV em 1724. Em 2000, as bolsas de valores de Paris, Amsterdã e Bruxelas foram incorporadas à Euronext. Em 2007, a Euronext se fundiu com a Bolsa de Nova Iorque para formar NYSE Euronext, a maior bolsa de valores do mundo.
As empresas francesas mantiveram posições-chave na indústria de seguros e bancária: a AXA é a maior empresa do mundo seguro e está classificada pela revista Fortune como a nona empresa mais lucrativa do mundo. Os principais bancos franceses são BNP Paribas e o Crédit Agricole, classificados como primeiro e sexto maiores bancos do mundo em 2010.

### Turismo
Com 81,9 milhões de turistas estrangeiros em 2007, a França é classificada como o maior destino turístico do mundo, à frente da Espanha (58,5 milhões em 2006) e Estados Unidos (51,1 milhões em 2006). Este valor de 81,9 milhões de pessoas exclui aquelas que ficam menos de 24 horas na França, como europeus do norte cruzando a França a caminho de Espanha ou da Itália durante o verão.
A França tem 41 locais classificados como Patrimônio Mundial da UNESCO e apresenta cidades de interesse cultural elevado (principalmente Paris, além de Toulouse, Estrasburgo, Bordéus, Lyon e outros), praias e balneários, estâncias de esqui e regiões rurais. O país e, especialmente a sua capital, tem alguns dos maiores e mais renomados museus do mundo, incluindo o Louvre, que é o museu de arte mais visitado no mundo, além do Musée d'Orsay, principalmente dedicado ao impressionismo, e o Beaubourg, dedicado à arte contemporânea. A Disneyland Paris é o parque temático mais popular da França e de toda a Europa, com mais 15 405 000 visitantes em 2009.
Com mais de 10 milhões de turistas por ano, a Riviera Francesa (ou Côte d'Azur), no sudeste da França, é o segundo principal destino turístico no país, após a região parisiense. De acordo com a Agência de Desenvolvimento Econômico Côte d'Azur, a região é beneficiada por 300 dias de sol por ano, 115 quilômetros de litoral, 18 campos de golfe, 14 estações de esqui e três mil restaurantes. Todos os anos a Côte d'Azur hospeda 50% da frota mundial de iates luxuosos, sendo que 90% desses iates visitam costa da região pelo menos uma vez na vida.
Um outro destino principal são os castelos do Vale do Loire, classificado como Patrimônio Mundial e notável pela qualidade do seu patrimônio arquitetônico, pelas suas cidades históricas, como Amboise, Angers, Blois, Chinon, Nantes, Orléans, Saumur e Tours, mas em particular pelos seus castelos. Os locais turísticos mais populares incluem (de acordo com uma classificação de 2003 por visitantes por ano): Torre Eiffel (6,2 milhões), Museu do Louvre (5,7 milhões), Palácio de Versalhes (2,8 milhões), Museu de Orsay (2,1 milhões), Arco do Triunfo (1,2 milhões), Centro Pompidou (1,2 milhão), Monte Saint-Michel (1 milhão), o Castelo de Chambord (711 mil), Sainte-Chapelle (683 mil), Castelo de Haut-Koenigsbourg (549 mil), Puy de Dôme (500 mil), Museu Picasso (441 mil), Carcassonne (362 mil).

## Infraestrutura

### Energia e transportes
A França é o menor emissor de dióxido de carbono entre os sete países mais industrializados do mundo, devido ao seu forte investimento em energia nuclear. Como resultado de grandes investimentos em tecnologia nuclear, a maior parte da eletricidade produzida no país é gerada por 59 usinas nucleares (78% em 2006, a partir de apenas 8% em 1973, 24% em 1980, e 75% em 1990). Em 2021, a França tinha, em energia elétrica renovável instalada, 25 712 MW em energia hidroelétrica (10.º maior do mundo), 18 676 MW em energia eólica (8.º maior do mundo), 14 718 MW em energia solar (11.º maior do mundo), e 1 362 MW em biomassa.
A rede ferroviária da França, que se estende por 29.213 quilômetros, é a mais extensa da Europa Ocidental. É operada pela SNCF, e os trens de alta velocidade incluem o Thalys, Eurostar e TGV, que viaja a 320 quilômetros por hora em uso comercial. O Eurostar, juntamente com o Serviço de Transferência do Eurotúnel, conecta-se com o Reino Unido através do Túnel da Mancha. As ligações ferroviárias estendem-se para todos os outros países vizinhos na Europa, com exceção de Andorra. Ligações intraurbanas também são bem desenvolvidas, com os serviços de metrô e bondes complementando os serviços de ônibus.
Há aproximadamente 893 300 quilômetros de rodovias utilizáveis na França. A região de Paris está envolvida com uma rede densa de estradas e rodovias que a ligam com praticamente todas as partes do país. Estradas francesas também lidam com um importante tráfego internacional, conectando-se com cidades da vizinha Bélgica, Espanha, Andorra, Mônaco, Suíça, Alemanha e Itália. Não há taxa de matrícula anual ou estrada fiscal, entretanto, o uso da autoestrada é através de pedágios, exceto nas imediações dos municípios de grandes dimensões. O mercado de carros novos é dominado por marcas domésticas como a Renault (27% dos carros vendidos na França, em 2003), Peugeot (20,1%) e Citroën (13,5%). Mais de 70% dos carros novos vendidos em 2004, tinham motores a diesel, muito mais do que continha gasolina ou a GPL. A França também possui a ponte mais alta estrada do mundo: o Viaduto de Millau, e construiu muitas pontes importantes, como a Ponte da Normandia.
Há cerca de 478 aeroportos na França, incluindo campos de pouso. O Aeroporto de Paris-Charles de Gaulle, situado nos arredores de Paris, é o maior e mais movimentado aeroporto do país, e manipula grande maioria do tráfego popular e comercial do país e liga Paris com praticamente todas as grandes cidades em todo o mundo. A Air France é a companhia aérea nacional, apesar de numerosas companhias aéreas privadas que fornecem serviços de viagens domésticas e internacionais. Há dez principais portos na França, a maior das quais é, em Marselha, que também é a maior fronteira com o Mar Mediterrâneo. 14 932 quilômetros de canais atravessam a França, incluindo o Canal du Midi, que liga o Mar Mediterrâneo ao Oceano Atlântico através do rio Garona.

### Educação

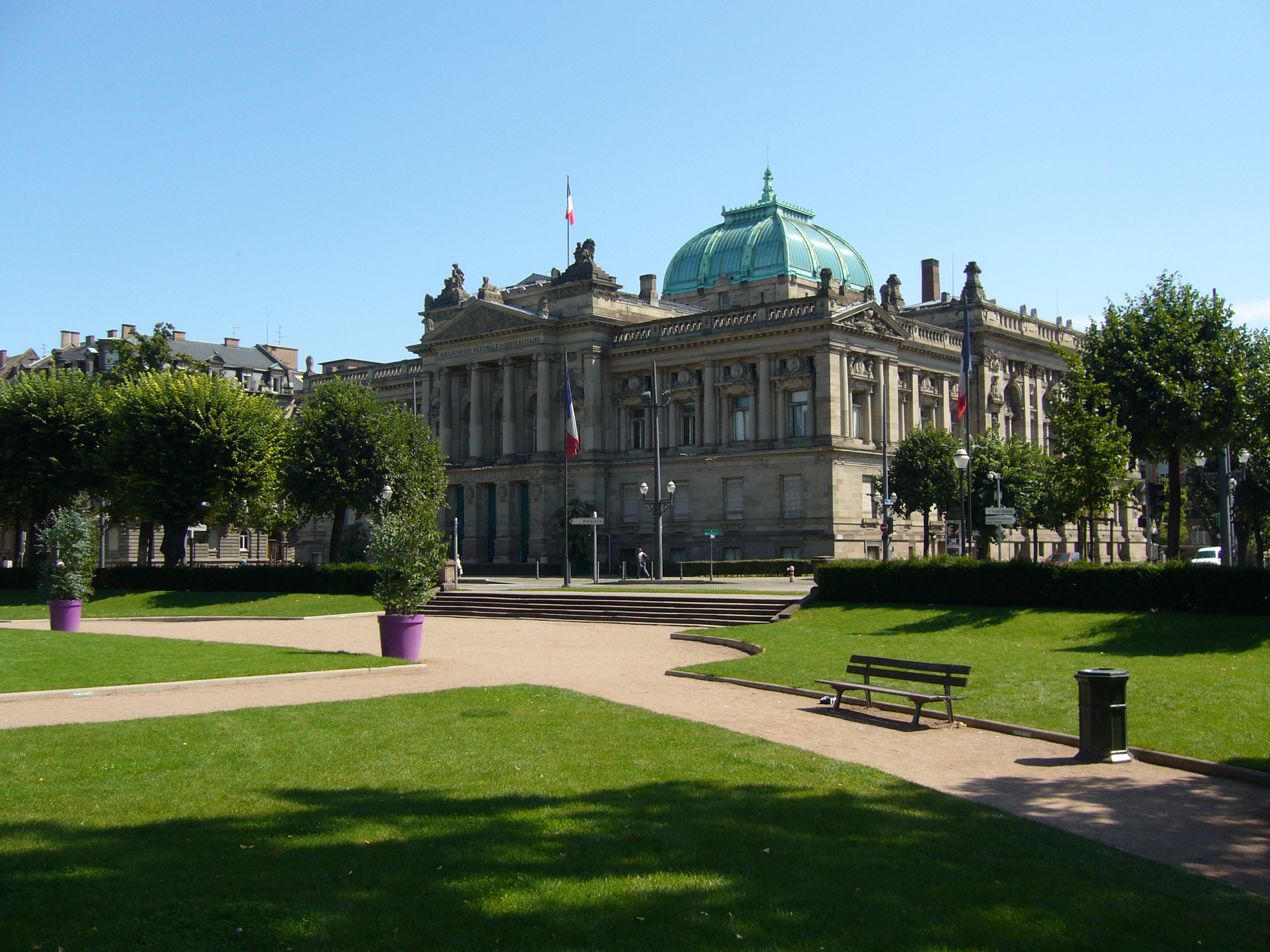
Biblioteca Nacional da Universidade de Estrasburgo, instituição de ensino superior que foi fundada em 1538

Em 1802, Napoleão Bonaparte criou o lycée. No entanto, é Jules Ferry que é considerado o pai da moderna escola francesa, que é gratuita, laica e obrigatória até aos 13 anos de idade desde 1882 (o comparecimento escolar na França agora é obrigatório até os 16 anos de idade).
Atualmente, o sistema de ensino na França é centralizado e é composto de três fases, o ensino primário, secundário e ensino superior. O Programa Internacional de Avaliação de Alunos, coordenado pela Organização para a Cooperação e Desenvolvimento Econômico (OCDE), classifica a educação da França como a 25.ª melhor do mundo, não sendo nem significativamente superior nem inferior à média da OCDE.
A educação primária e secundária são predominantemente públicas, administradas pelo Ministério da Educação Nacional. O sistema educacional francês é subdividido em cinco diferentes níveis: École Maternelle (pré-escola, de 2 a 5 anos); École Primaire ou Élementaire (5 primeiros anos do ensino fundamental, de 6 a 10 anos); Collège (4 últimos anos do ensino fundamental, entre 11 e 15 anos); Lycée (Ensino médio, entre 16 e 18 anos) e Université (Universidade).

### Ciência e tecnologia

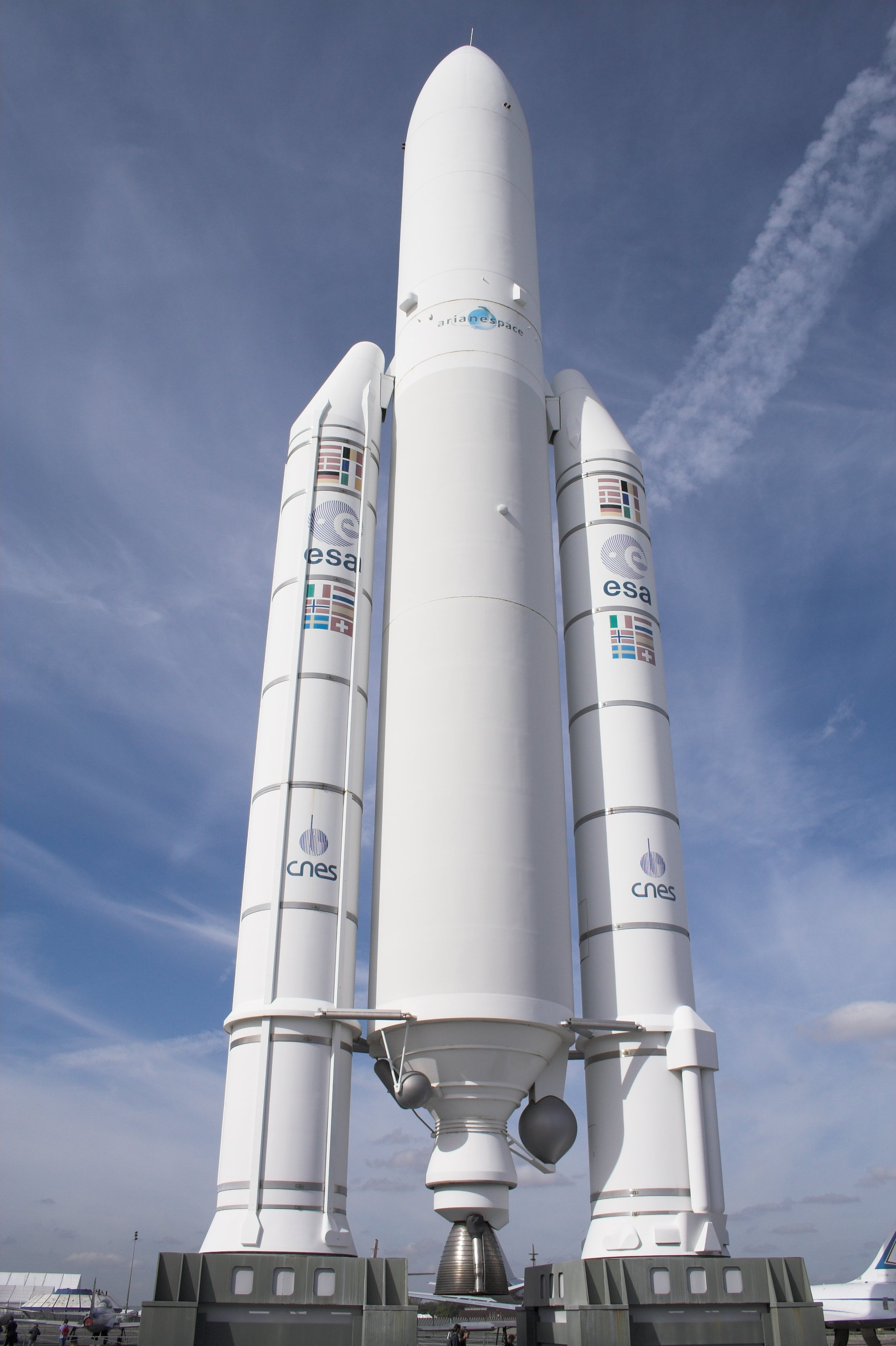
Ariane 5, lançador descartável fabricado pela Airbus

Desde a Idade Média, a França tem sido um dos principais contribuintes para a produção científica. Por volta do início do século XI o Papa Silvestre II reintroduziu o ábaco e a esfera armilar e apresentou os algarismos indo-arábicos e os relógios para a Europa do norte e ocidental. A Universidade de Paris, fundada em meados do século XII, ainda é uma das mais importantes universidades do mundo ocidental.
No século XVII, René Descartes definiu um método para a aquisição de conhecimento científico, enquanto Blaise Pascal tornou-se famoso por seu trabalho sobre a probabilidade e a mecânica de fluidos. Ambos foram figuras-chave da revolução científica que eclodiu na Europa durante este período. A Académie des Sciences foi fundada por Luís XIV para incentivar e proteger o espírito de pesquisa científica francesa. Esteve na vanguarda dos progressos científicos na Europa nos séculos XVII e XVIII. É uma das primeiras academias de ciências.
O período do Iluminismo foi marcado pelo trabalho do biólogo Buffon e do químico Lavoisier, que descobriu o papel do oxigênio na combustão, enquanto Diderot e D'Alembert publicaram a Encyclopédie, que tinha como objetivo dar acesso ao "conhecimento útil" para o povo, um conhecimento que possam aplicar à sua vida cotidiana.
Com a Revolução Industrial, no século XIX, desenvolvimentos científicos espetaculares aconteceram na França com cientistas como Augustin Fresnel, fundador da óptica moderna; Nicolas Léonard Sadi Carnot, que lançou as bases da termodinâmica; ou Louis Pasteur, um dos pioneiros da microbiologia. Outros cientistas franceses eminentes do século XIX têm seus nomes inscritos na Torre Eiffel, em Paris.
Cientistas franceses famosos do século XX incluem o matemático e físico Henri Poincaré, os físicos Henri Becquerel e Pierre e Marie Curie tornaram-se famosos por seus trabalhos sobre a radioatividade, o físico Paul Langevin ou o virologista Luc Montagnier, codescobridor do HIV/AIDS. Até 2012, 65 franceses ganharam o Prêmio Nobel e 11 receberam a Medalha Fields.

### Saúde

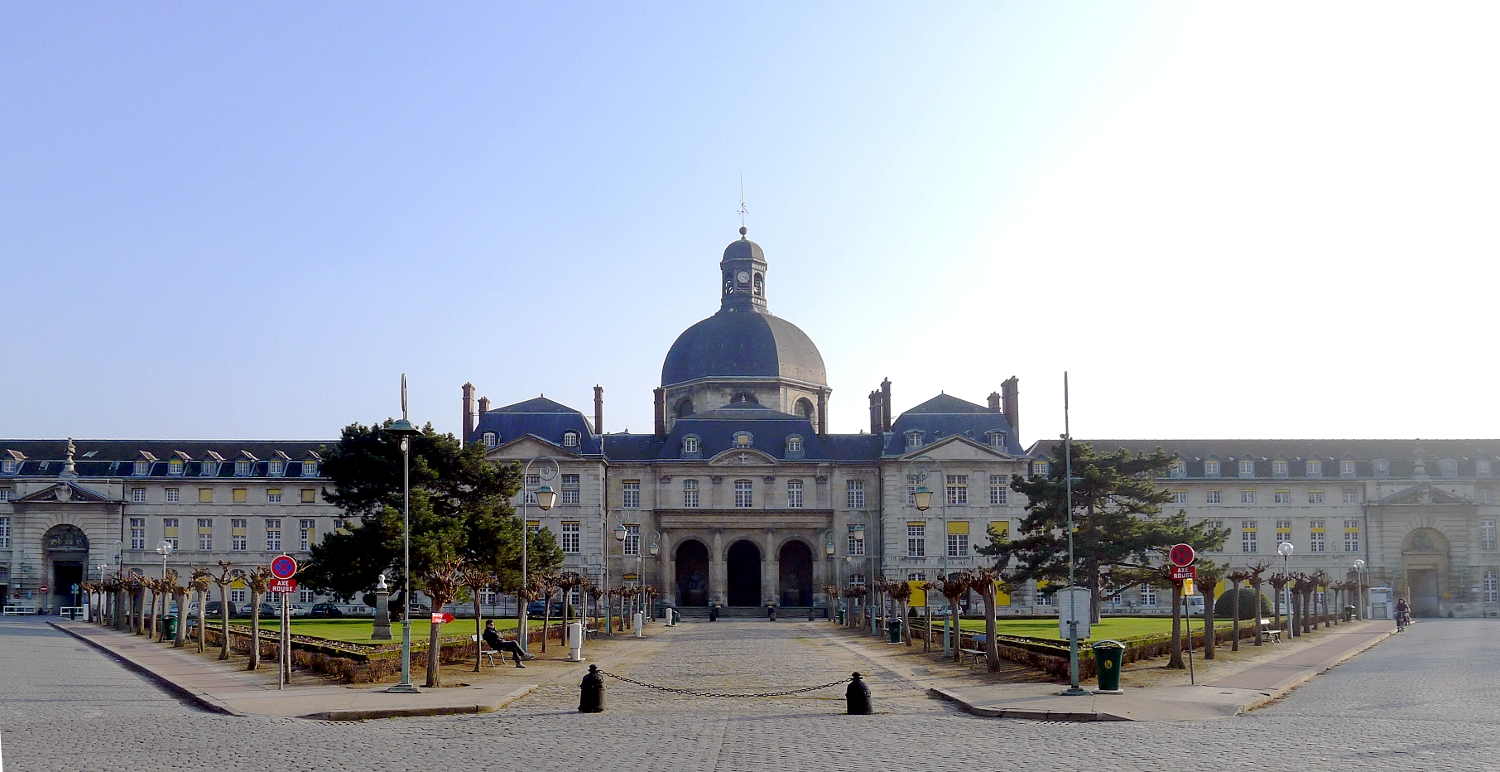
O Hospital Pitié-Salpêtrière, um hospital de ensino em Paris

O sistema de saúde francês ficou em primeiro lugar a nível mundial de acordo com a Organização Mundial de Saúde em 1997 e depois novamente em 2000. O sistema de saúde é geralmente livre para as pessoas afetadas por doenças crônicas (Affections de longues durées), tais como câncer, AIDS ou fibrose cística. A expectativa de vida média ao nascer é de 77 anos para homens e 84 anos para as mulheres, uma das mais altas da União Europeia. Existem 3,22 médicos para cada 1 000 habitantes na França, enquanto que o gasto médio per capita de saúde foi de 4 719 de dólares em 2008. Em 2007 existiam cerca de 140 mil habitantes (0,4%) da França que viviam com HIV/AIDS.
Apesar de os franceses terem a reputação de ser um dos povos mais magros entre os países desenvolvidos, a França, como outros países ricos, enfrenta uma epidemia crescente e recente de obesidade, principalmente devido à substituição da culinária tradicional francesa saudável por junk food nos hábitos alimentares franceses. No entanto, a taxa de obesidade francesa é muito inferior a dos Estados Unidos (por exemplo, taxa de obesidade na França é a mesma que a estadunidense era na década de 1970) e ainda é a mais baixa da Europa, mas agora é considerada pelas autoridades como um dos principais problemas de saúde pública e é ferozmente combatida; taxas de obesidade infantil estão a abrandar na França, enquanto continua a crescer em outros países.

## Cultura

Marianne na pintura La Liberté guidant le peuple, de Eugène Delacroix

A França tem sido um centro de criação cultural por séculos. Muitos artistas franceses estiveram entre os mais famosos de seu tempo e a França ainda é reconhecida no mundo pela sua rica tradição cultural. Os sucessivos regimes políticos que sempre promoveram a criação artística e a criação do Ministério da Cultura em 1959 ajudaram a preservar o patrimônio cultural do país e torná-lo disponível ao público. O Ministério da Cultura tem sido muito ativo desde a sua criação na concessão de subsídios aos artistas, promovendo a cultura francesa no mundo, apoiando festivais e eventos culturais, além de proteger monumentos históricos. O governo francês também conseguiu manter uma exceção cultural para defender produtos audiovisuais feitos no país.
A França recebe o maior número de turistas por ano, em grande parte graças aos inúmeros estabelecimentos culturais e edifícios históricos implantados em todo o seu território. Dispõe de 1 200 museus que recebem mais de 50 milhões de pessoas anualmente.
Os locais culturais mais importantes são mantidos pelo governo, por exemplo, através da agência pública do Centro Nacional de Monumentos, que tem cerca de uma centena de monumentos históricos nacionais sob seu cuidado. Os 43 180 edifícios protegidos como monumentos históricos incluem principalmente residências (muitos castelos) e edifícios religiosos (catedrais, basílicas, igrejas, etc.), mas também estátuas, memoriais e jardins. A UNESCO inscreveu 37 locais na França como Patrimônios Mundiais.

### Belas artes

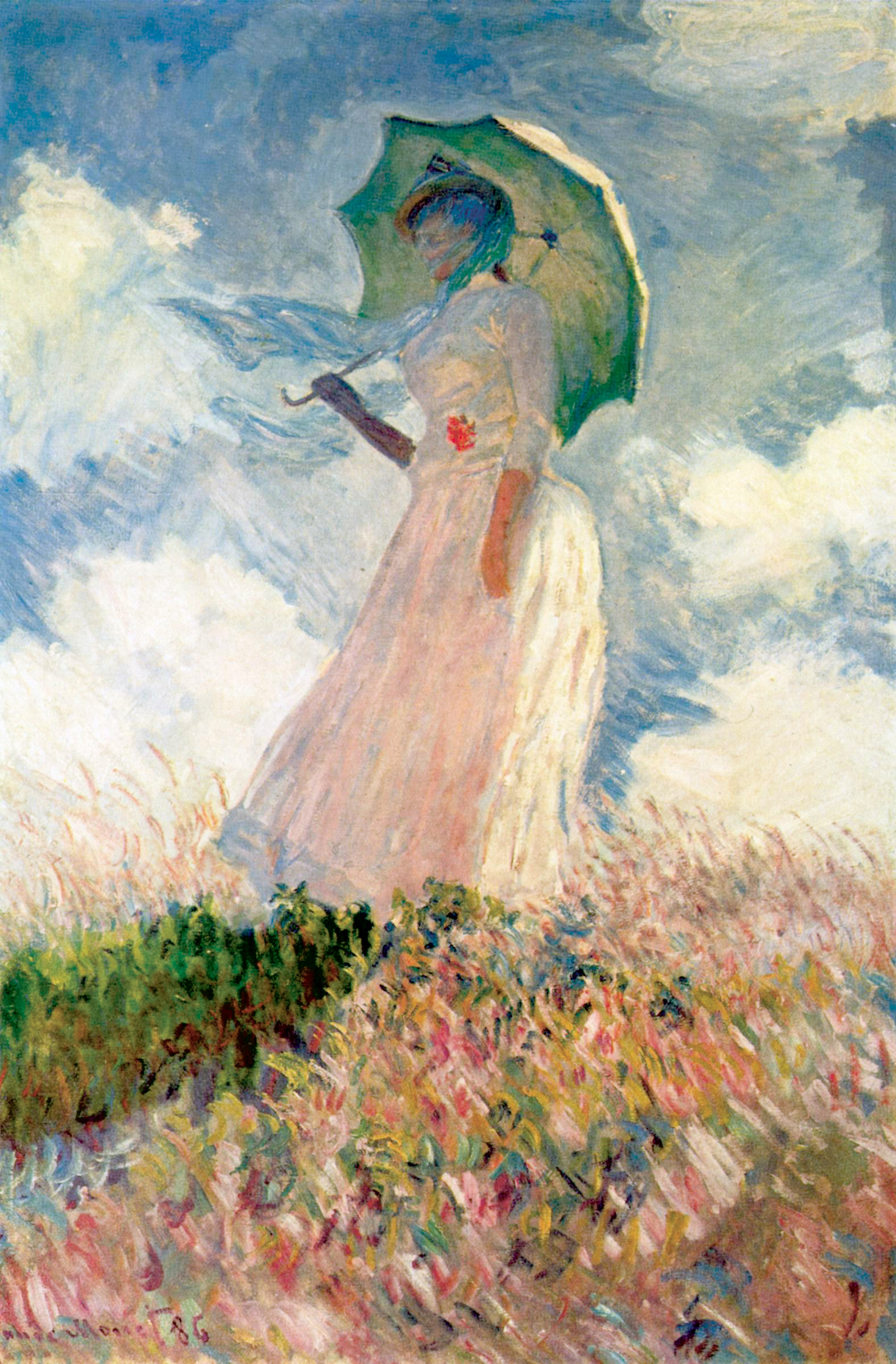
Claude Monet fundou o movimento impressionista (Femme avec un parasol, 1886, Musée d'Orsay)

As primeiras manifestações artísticas vêm do período pré-histórico, em estilo franco-cantábrico. A época carolíngia marca o nascimento de uma escola de iluminadores que se prolongará ao longo de toda a Idade Média, culminando nas ilustrações do livro As Horas Muito Ricas do duque de Berry. Os pintores clássicos do século XVII francês são: Poussin e Lorrain.
No século XVIII predomina o rococó, com Watteau, Boucher e Fragonard. Nos finais do século começa o classicismo de Jacques-Louis David. O romanticismo está dominado pelas figuras de Géricault e Delacroix. A paisagem realista da Escola de Barbizon tem sua continuação em artistas de um realismo mais testemunhal sobre a realidade social de seu tempo, como Millet e Courbet. Na França, a escultura evoluiu por diversos estilos, se sobressaindo em todos eles: pré-histórico, romano, cristão, românico, gótico, renascentista, barroco e rococó, neoclássico (Frédéric Auguste Bartholdi: Estátua da Liberdade), romântico (Auguste Rodin: O pensador), e os contemporâneos.
Na segunda parte do século XIX, a influência da França sobre a pintura tornou-se ainda mais importante, com o desenvolvimento de novos estilos de pintura como o impressionismo e o simbolismo. Os pintores impressionistas mais famosos da época foram Camille Pissarro, Édouard Manet, Edgar Degas, Claude Monet e Auguste Renoir. A segunda geração de pintores de estilo impressionista, Paul Cézanne, Paul Gauguin, Toulouse-Lautrec e Georges Seurat, também estavam na vanguarda das evoluções artísticas, bem como os artistas fauvistas Henri Matisse, André Derain e Maurice de Vlaminck.
Muitos museus na França são inteiramente ou parcialmente dedicados a esculturas e obras de pintura. Uma enorme coleção de obras antigas criadas antes ou durante o século XVIII são exibidas no Museu do Louvre, como a Mona Lisa, também conhecido como La Joconde. Enquanto o Palácio do Louvre tem sido durante muito tempo um museu, o Museu d'Orsay foi inaugurado em 1986 na antiga estação ferroviária Gare d'Orsay, em uma grande reorganização de coleções de arte nacionais, para reunir pinturas francesas da segunda parte de o século XIX (principalmente movimentos de impressionismo e fauvismo). . Outro grande museu impressionista é o Musée de l'Orangerie, que contém várias obras de Claude Monet e outros impressionistas franceses. As obras modernas são apresentadas no Musée National d'Art Moderne, que se mudou em 1976 para o Centro Georges Pompidou. Esses três museus estatais recebem cerca de 17 milhões de pessoas por ano. Outros museus nacionais que hospedam pinturas incluem o Grand Palais (1,3 milhão de visitantes em 2008), mas também há muitos museus pertencentes a cidades, sendo o mais visitado o Musée d'Art Moderne de la Ville de Paris (800 mil visitantes em 2008), que hospeda obras contemporâneas.

### Literatura
A literatura francesa mais antiga data da Idade Média, quando o que agora é conhecido como a França moderna ainda não tinha uma linguagem única e uniforme. Um importante escritor do século XVI foi François Rabelais, cujo romance Gargantua e Pantagruel permaneceu famoso e apreciado até os dias atuais. Michel de Montaigne foi a outra grande figura da literatura francesa durante esse século. O seu trabalho mais famoso, Ensaios, criou o gênero literário do ensaio.
Durante o século XVII, Madame de La Fayette publicou anonimamente La Princesse de Clèves, uma novela que é considerada um dos primeiros romances psicológicos de todos os tempos. Jean de La Fontaine é um dos fabulistas mais famosos da época, autor de obras como A Cigarra e a Formiga. Gerações dos alunos franceses tiveram que aprender suas fábulas, que eram vistas como ajudando a ensinar sabedoria e senso comum aos jovens. Alguns de seus versos entraram no idioma popular para se tornarem provérbios, como "À l'oeuvre, on connaît l'artisan". [No trabalho, conhecemos o artesão].
Jean Racine, cujo incrível domínio do verso alexandrino e da língua francesa tem sido elogiado há séculos, criou peças como Phèdre ou Britannicus. Ele é, junto com Pierre Corneille (Le Cid) e Molière, considerado como um dos três grandes dramaturgos da época dourada da França. Molière, que é considerado um dos maiores mestres da comédia da literatura ocidental, escreveu dezenas de peças, incluindo Le Misanthrope, L'Avare, Le Malade imaginaire e Le Bourgeois Gentilhomme. Suas peças de teatro têm sido tão populares em todo o mundo que a língua francesa às vezes é apelidada como "linguagem de Molière".
A literatura francesa e a poesia floresceram ainda mais nos séculos XVIII e XIX. As obras mais conhecidas de Denis Diderot são Jacques o Fatalista e O Sobrinho de Rameau. No entanto, ele é mais conhecido por ser o redator principal da Encyclopédie, cujo objetivo era resumir todo o conhecimento de seu século (em campos como artes, ciências, línguas, filosofia) e apresentá-lo ao povo, a fim de lutar contra a ignorância e o obscurantismo. Durante esse mesmo século, Charles Perrault foi um prolífico escritor de famosos contos de fadas infantis, como O Gato de Botas, Cinderela, A Bela Adormecida e Barba Azul. No início do século XIX, a poesia simbolista era um movimento importante na literatura francesa, com poetas como Charles Baudelaire, Paul Verlaine, Arthur Rimbaud e Stéphane Mallarmé.
No século XIX, surgiram muitos autores renomados franceses. Victor Hugo é muitas vezes descrito como "o maior escritor francês de todos os tempos" por se destacar em todos os gêneros literários. O prefácio de sua peça de teatro Cromwell é considerado o manifesto do movimento romântico. Les Contemplations e La Légende des siècles são considerados "obras-primas poéticas", o versículo de Hugo foi comparado ao de Shakespeare, Dante e Homero. Sua novela Les Misérables é amplamente vista como um dos maiores romances já escritos.
O Prix Goncourt é um prêmio literário francês criado em 1903. Importantes escritores do século XX incluem Marcel Proust, Louis-Ferdinand Céline, Albert Camus e Jean-Paul Sartre. Antoine de Saint Exupéry escreveu Le Petit Prince, que permaneceu popular há décadas entre crianças e adultos em todo o mundo. Os autores franceses tinham mais Prêmios Nobel de Literatura do que os de qualquer outro país. O primeiro Prêmio Nobel de Literatura foi para um autor francês, enquanto o último Prêmio Nobel de Literatura da França foi recebido por Patrick Modiano, que recebeu o prêmio em 2014. Jean-Paul Sartre também foi o primeiro candidato na história do comitê a recusar o prêmio em 1964.

### Música

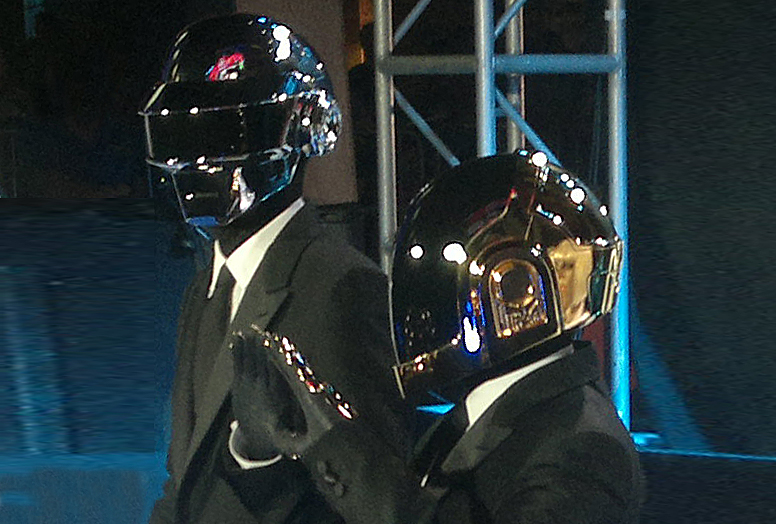
Daft Punk, pioneiros da french house

Na música francesa desde antes do ano 1000 se destaca o canto gregoriano empregado nas liturgias. Na França se criou a polifonia. Na denominada Ars Antiqua, se atribui a Carlos Magno o Scholae Cantorum (783). Os Juramentos de Estrasburgo, é a obra lírica francesa mais importante da Idade Média, período no que se desenvolvem as Canções de Gesto como a A Canção de Rolando.
A França foi o berço dos trovadores no século XII, assim como do Ars Nova dos séculos posteriores. Durante o Romantismo Paris se converte no centro musical do mundo e na atualidade, a França mantém um lugar privilegiado na criação musical graças a novas gerações de compositores. Dentro dos exponentes da música popular francesa, se encontram figuras como Edith Piaf, Mireille Mathieu, Dalida, Charles Aznavour, Serge Gainsbourg e Gilbert Becaud.

### Arquitetura

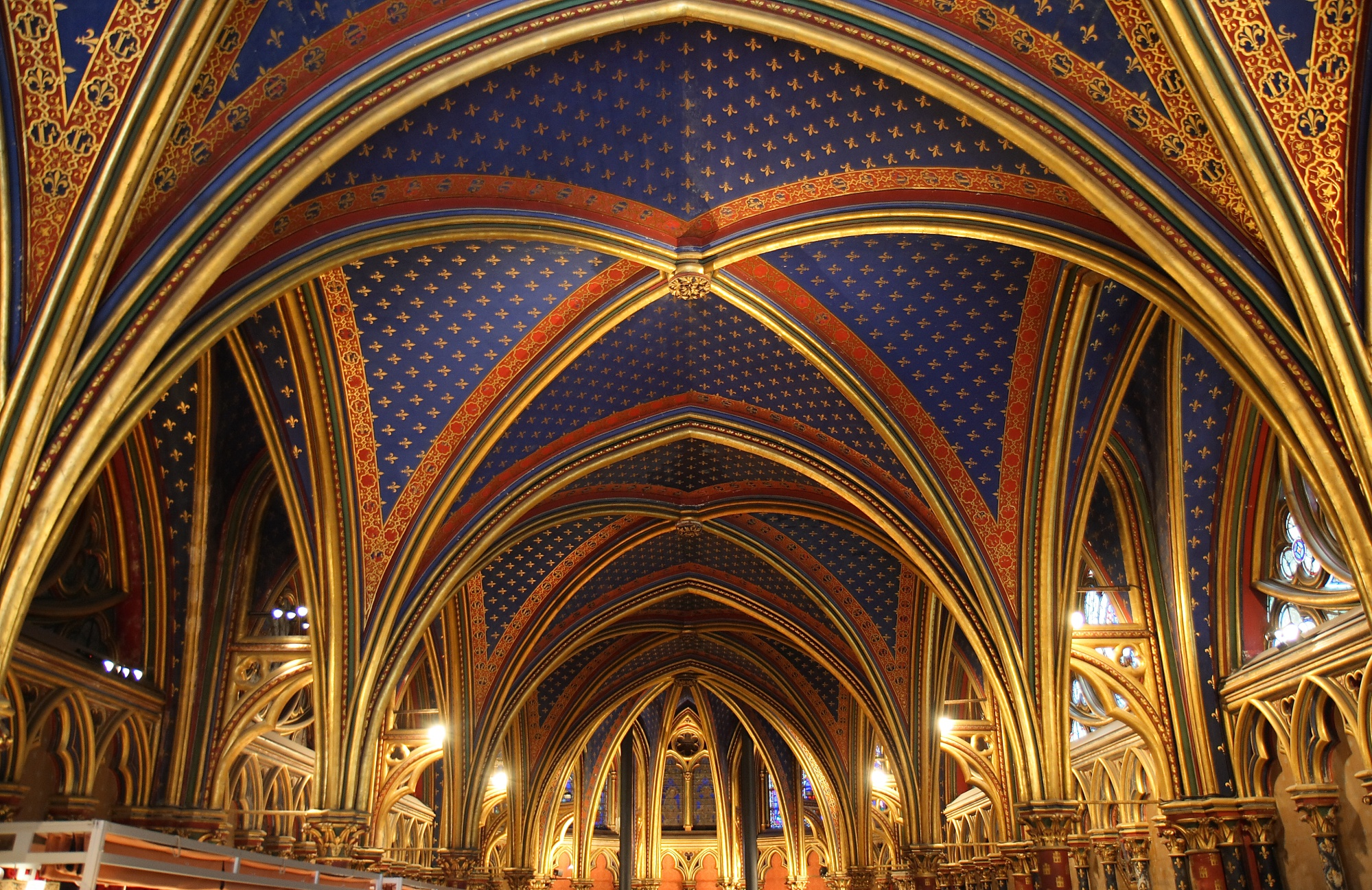
Teto da Sainte-Chapelle de

No que se refere à arquitetura, os celtas deixaram seus rastros também na construção de grandes monólitos ou megálitos, e a presença grega desde o século VI a.C. que hoje é recordada na herança clássica de Marselha. O estilo românico tem exemplos na Maison Carrée, templo romano edificado entre 161 e 138 a.C., ou no Pont du Gard construído entre os anos 40 e 60, em Nimes e declarado patrimônio universal em 1985. Na França se inventou o estilo gótico, plasmado em Catedrais como as de Chartres, Amiens, Notre-Dame ou Estrasburgo.
O Renascimento surgido na Itália, tem seu estilo arquitetônico representado magistralmente no Castelo de Blois ou no Palácio de Fontainebleau entre outros. A arte barroca (também de origem italiana), e o rococó (invenção francesa) têm obras extraordinárias na França. Tal é o caso do Palácio do Louvre e o Panthéon de Paris entre tantos outros.
O modernismo ou arte moderna na arquitetura engloba todo o século XIX e a primeira metade do XX, e Gustave Eiffel revolucionou a teoria e prática arquitetônica de seu tempo na construção de gigantescas pontes e no emprego de materiais como o aço. Sua obra mais famosa é a chamada Torre Eiffel. Outro grande ícone da arquitetura universal é Le Corbusier, um inovador e funcionalista celebrado especialmente por seus aportes urbanísticos nas edificações de vivendas e conjuntos habitacionais.

### Mídia

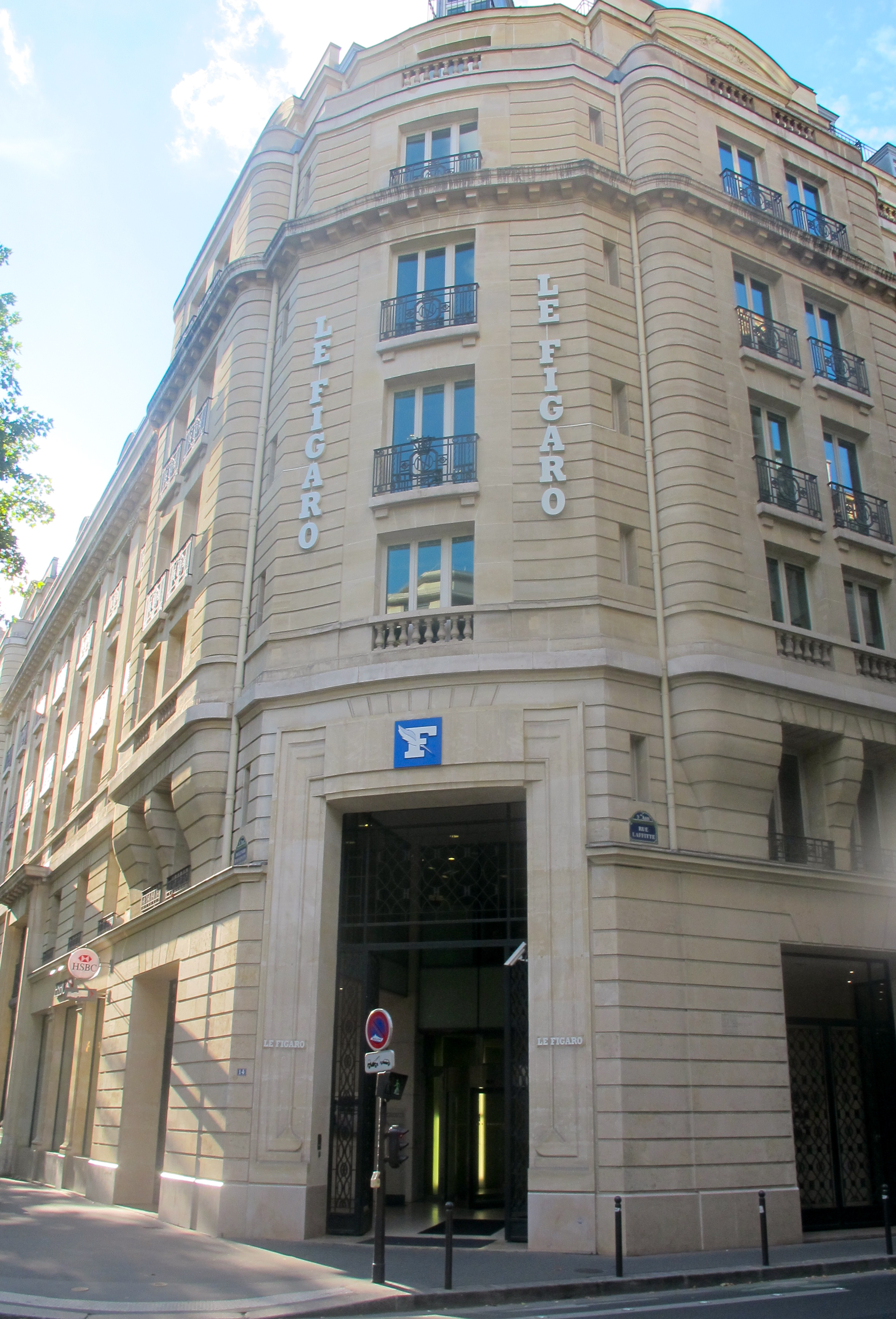
Sede do jornal Le Figaro

Os jornais mais vendidos no país são o Le Parisien (com 460 mil vendidos diariamente), o Le Monde e o Le Figaro, com cerca de 300 mil cópias por dia, assim como o L'Équipe, dedicado à cobertura esportiva. Nos últimos anos, jornais gratuitos, com o Metro, o 20 minutes e o Direct Plus, distribuíram mais de 650 mil cópias, respectivamente. No entanto, as maiores taxa de vendas são alcançadas pelo jornal regional Ouest-France, com mais de 750 mil exemplares vendidos, sendo que outros 50 jornais regionais também têm vendas elevadas. O setor de revistas semanais é mais forte e mais variado do que as 400 revistas especializadas publicadas no país.
As revistas semanais mais influentes são a Le Nouvel Observateur, a L'Express e a Le Point (mais de 400 mil cópias), mas a maior circulação entre os semanários é alcançada por revistas de TV e por revistas femininas, como Marie Claire e Elle, que possuem versões estrangeiras. Semanais influentes também incluem jornais investigativos e satíricos, como Le Canard enchaîné e Charlie Hebdo, bem como Paris Match. Como na maioria das nações industrializadas, a mídia impressa foi afetada por uma grave crise na última década. Em 2008, o governo lançou uma iniciativa importante para ajudar a reformar o setor e a deixá-lo financeiramente independente, mas em 2009 teve que dar 600 mil euros para ajudar a mídia impressa a lidar com a crise econômica, além dos subsídios já existentes.
Em 1974, após anos de monopólio centralizado na rádio e televisão, a agência governamental Office de Radiodiffusion Télévision Française (ORTF) foi dividida em várias instituições nacionais, mas os três canais de TV já existentes e quatro estações de rádio nacionais permaneceram sob controle estatal. Foi apenas em 1981 que o governo permitiu a transmissão gratuita no território, acabando com o monopólio estatal no rádio.

### Cinema

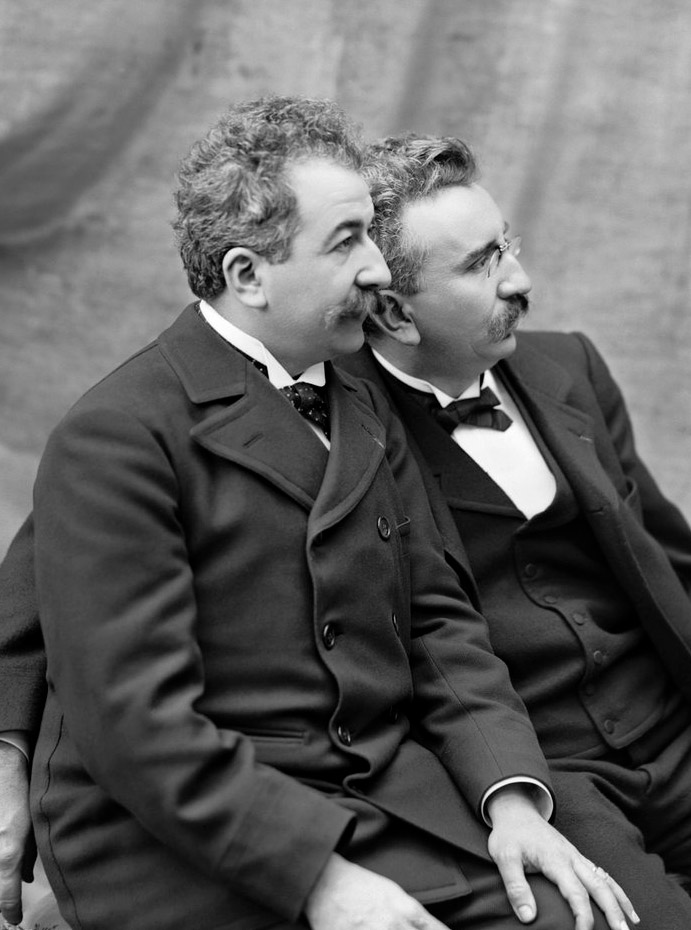
Auguste e Louis Lumière, os inventores do cinema

A França tem ligações históricas e fortes com o cinema, sendo que foram dois franceses, Auguste e Louis Lumière (conhecidos como Irmãos Lumière) que criaram o cinema em 1895. Vários movimentos cinematográficos importantes, incluindo a Nouvelle vague dos anos 1950 e 1960, começaram no país. A França é conhecida por ter uma indústria cinematográfica forte, devido em parte às proteções oferecidas pelo governo francês. Em 2015, produziu mais filmes do que qualquer outro país europeu. A nação também acolhe o Festival de Cannes, um dos festivais de cinema mais importantes e famosos do mundo.
Embora o mercado cinematográfico francês seja dominado por Hollywood, a França é a única nação no mundo onde os filmes estadunidenses representam a menor parcela da receita total do filme, em 50%, contra 77% na Alemanha e 69% no Japão. Os filmes franceses representam 35% do total das receitas cinematográficas da França, que é a maior porcentagem de receitas cinematográficas nacionais no mundo desenvolvido fora dos Estados Unidos, contra 14% na Espanha e 8% no Reino Unido. Em 2013, o país era o segundo maior exportador de filmes no mundo, depois dos Estados Unidos.
Até recentemente, a França havia sido, durante séculos, o centro cultural do mundo, embora sua posição dominante tenha sido superada pelos Estados Unidos. Posteriormente, o país tomou medidas para proteger e promover a sua cultura, tornando-se um dos principais defensores da exceção cultural. A nação conseguiu convencer todos os membros da União Europeia a se recusarem a incluir a cultura e o audiovisual na lista de setores liberalizados da Organização Mundial do Comércio (OMC) em 1993. Além disso, esta decisão foi confirmada em uma votação na UNESCO em 2005 e o princípio da "exceção cultural" ganhou uma vitória irresistível: 198 países votaram a favor, apenas dois países, os Estados Unidos e Israel, votaram contra.

### Culinária

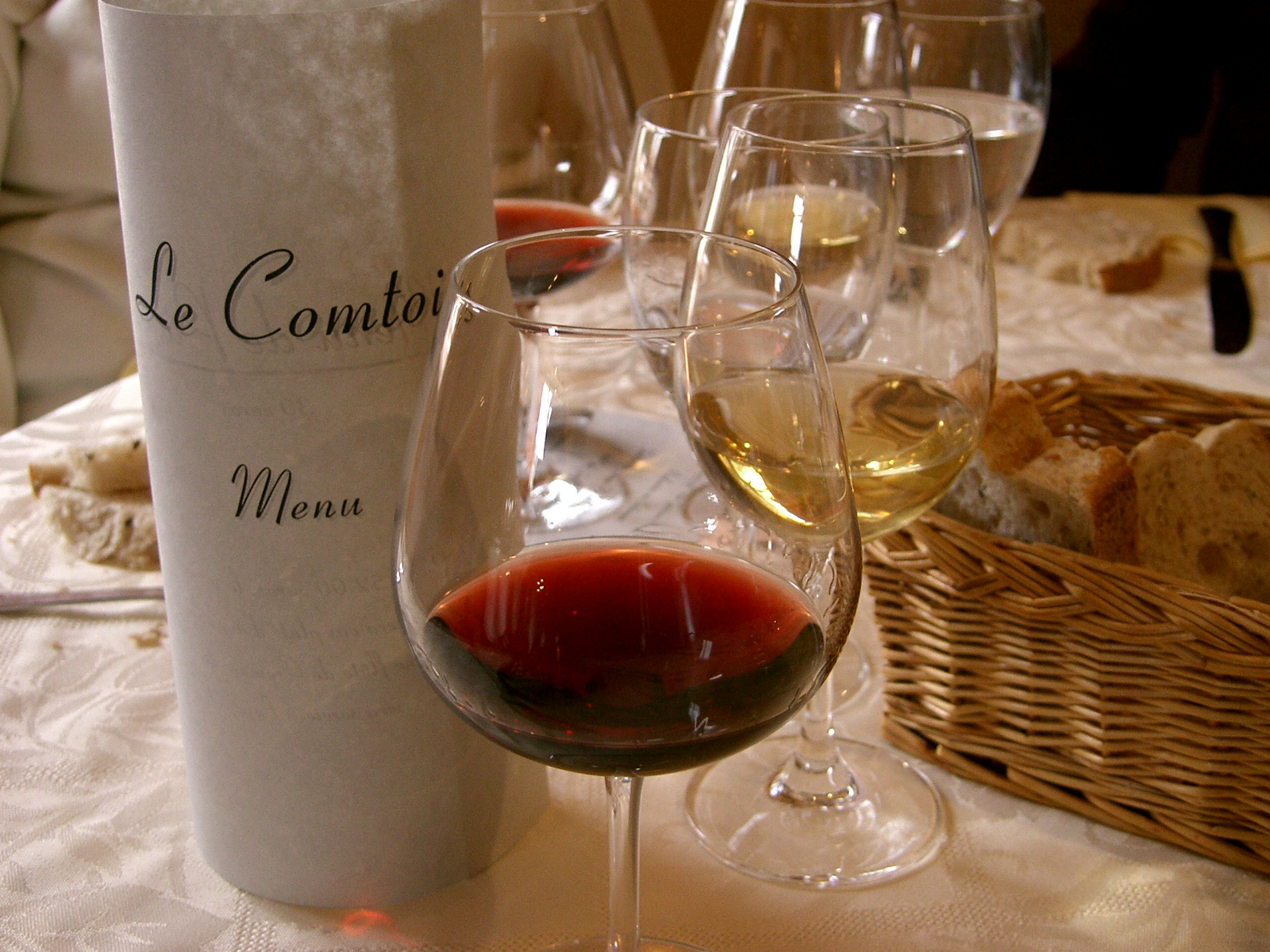
Vinho francês com acompanhamentos

A culinária francesa é conhecida por ser uma das melhores do mundo. De acordo com as regiões, as receitas tradicionais são diferentes, o norte do país prefere usar manteiga como a gordura preferida para cozinhar, enquanto o azeite é mais usado no sul. Além disso, cada região da França tem especialidades tradicionais icônicas: cassoulet no sudoeste, choucroute na Alsácia, quiche na região de Lorena, bife borgonhesa na Borgonha, tapenade de Provença, etc. Os produtos mais renomados da França são vinhos, incluindo champagne, bordeaux, bourgogne e beaujolais, bem como uma grande variedade de queijos diferentes, como camembert, roquefort e brie. Existem mais de 400 variedades diferentes.
A culinária francesa também é considerada um elemento-chave da qualidade de vida e da atratividade da França. Uma publicação francesa, o guia Michelin, premia com estrelas alguns estabelecimentos selecionados pela excelência. A aquisição ou perda de uma estrela pode ter efeitos dramáticos no sucesso de um restaurante. Em 2006, o guia Michelin concedeu 620 estrelas aos restaurantes franceses, naquela época mais do que qualquer outro país, embora o guia também inspecione mais restaurantes na França do que em qualquer outro país (até 2010, o Japão recebeu várias estrelas Michelin como a França, apesar de ter metade do número de inspetores Michelin trabalhando lá).
Além da tradição do vinho, a França também é um importante produtor de cerveja e rum. As três principais regiões francesas de cerveja são a Alsácia (60% da produção nacional), Nord-Pas-de-Calais e Lorraine. Uma refeição geralmente consiste em três pratos: hors d'oeuvre ou 'entrée (entrada, às vezes sopa), plat principal (prato principal) e fromage (queijo) ou dessert (sobremesa), às vezes com uma salada oferecida antes do queijo ou da sobremesa.

### Esportes
A França foi por duas vezes sede dos Jogos Olímpicos de Verão: a segunda edição, em 1900, e a oitava edição, em 1924. Também sediou os Jogos Olímpicos de Inverno três vezes: a primeira edição, em 1924; a décima edição, em 1968; e a décima-sexta edição, em 1992.
No futebol, a França sediou a Copa do Mundo FIFA por duas vezes, sendo a primeira delas em 1938, quando a Itália conquistou o título, e a segunda em 1998, quando a seleção nacional, após duas tentativas frustradas de chegar à fase final das Copas de 1958 e 1986, pôde finalmente chegar à final da competição. Durante o mundial, os jogos foram realizados nas cidades de Saint-Denis, Marselha, Paris, Lens, Lyon, Nantes, Toulouse, Saint-Étienne, Bordéus e Montpellier. O Mundial foi conquistado pela própria França, seleção anfitriã, sagrando-se pela primeira vez campeã na história, ao vencer o Brasil por 3 a 0 na final. Na edição de 2018, realizada na Rússia, a França sagrou-se bicampeã mundial, após derrotar a Croácia por 4 a 2.
Nos Jogos Olímpicos de Verão, a França já foi medalha de ouro na modalidade masculina, em 1984. No futebol feminino, a melhor posição da Seleção Francesa terminou no quarto lugar na Copa do Mundo de Futebol Feminino de 2011 e nos Jogos Olímpicos de Verão de 2012. Em 2016 sediou a Eurocopa e chegou até a final, mas perdeu na prorrogação para Portugal.
A França também tem forte tradição no tênis. Sedia o Grand Slam de Roland Garros e já foi nove vezes campeã da Copa Davis. René Lacoste, no entanto, foi o único tenista francês a ser n.º 1 do mundo. Na atualidade o melhor tenista francês é Jo-Wilfried Tsonga, ex-n.º 5 do mundo. Um dos maiores esportistas da história da França foi Alain Prost, quatro vezes campeão do Mundial de Pilotos da Fórmula 1, considerado um dos mais bem sucedidos pilotos da categoria de todos os tempos.
A França vem tendo resultados expressivos na natação mundial com nomes como Alain Bernard, Frédérick Bousquet, Laure Manaudou e Camille Muffat (todos ex-recordistas mundiais e medalhistas olímpicos). O destaque histórico é Jean Boiteux, primeiro francês campeão olímpico na natação. No atletismo, a França tem como destaques históricos Alain Mimoun, Marie-José Perec e Renaud Lavillenie Outro destaque francês é o judoca Teddy Riner, tido como praticamente imbatível em sua categoria. Entre 2007 e 2012 ele foi pentacampeão mundial na categoria +100 kg e em 2012 se tornou campeão olímpico.

### Feriados
| Data           | Nome em português            | Nome local               | Observações                                                                    |
| -------------- | ---------------------------- | ------------------------ | ------------------------------------------------------------------------------ |
| 1 de janeiro   | Ano-Novo                     | Jour de l'An             | [ 309 ]                                                                        |
| Abril          | Segunda-feira da Páscoa      | Lundi de Pâques          | [ 309 ]                                                                        |
| 1 de maio      | Dia do Trabalho              | Fête du travail          | [ 309 ]                                                                        |
| 8 de maio      | Vitória de 1945              | Fête de la Victoire      | 1945: fim da Segunda Guerra Mundial                                            |
| Maio           | Quinta-feira da Ascensão     | Jeudi de l'Ascension     | [ 309 ]                                                                        |
| Maio           | Segunda-feira de Pentecostes | Lundi de Pentecôte       | Feriado desde 1886; "dia de solidariedade com os idosos" desde 2004.           |
| 14 de julho    | Festa Nacional               | Fête Nationale           | Revolução Francesa: tomada da Bastilha em 1789 e Fête de la Fédération em 1790 |
| 15 de agosto   | Assunção de Nossa Senhora    | Assomption de Notre-Dame | [ 309 ]                                                                        |
| 1 de novembro  | Dia de Todos os Santos       | Toussaint                | [ 309 ]                                                                        |
| 11 de novembro | Armistício de 1918           | Armistice                | 1918: fim da Primeira Guerra Mundial                                           |
| 25 de dezembro | Natal                        | Noël                     | [ 309 ]                                                                        |